# Istambul
Istambul (em turco: İstanbul), a antiga Bizâncio e Constantinopla (nome ainda usado em várias línguas, como no grego Κωνσταντινούπολις, Konstantinúpolis), é a maior cidade da Turquia e rivaliza com Londres como a mais populosa da Europa, com 15 067 724 habitantes na sua área metropolitana em 2018. A grande maioria da população é muçulmana, mas também há um grande número de laicos e uma minoria de cristãos e judeus.
É a capital da área metropolitana (büyükşehir) e da província de Istambul, a qual faz parte da região de Mármara. No passado foi a capital administrativa da Província de Istambul, na chamada Rumélia ou Trácia Oriental. Foi denominada Bizâncio até 330 d.C., e Constantinopla até 1453, nome bastante difundido no Ocidente até 1930. Durante o período otomano, os turcos chamavam-na de Istambul, nome oficialmente adotado em 28 de março de 1930.
Foi a capital do Império Romano do Oriente e do Império Otomano até 1923, cujo governante máximo, o sultão, foi durante séculos reconhecido como califa, o chefe supremo de todos os muçulmanos, o que fazia da cidade uma das mais importantes de todo o Islão. Atualmente, embora a capital do país seja Ancara, Istambul continua a ser o principal polo industrial, comercial, cultural e universitário (aí estão sediadas mais de uma dezena de universidades) do país. É a sede do Patriarcado Ecumênico de Constantinopla, sede da Igreja Ortodoxa.
A cidade ocupa ambas as margens do estreito do Bósforo e do norte do mar de Mármara, os quais separam a Ásia da Europa no sentido norte-sul, uma situação que faz de Istambul uma das únicas cidades que ocupam dois continentes. A parte central da parte europeia é por sua vez dividida pelo estuário do Corno de Ouro. É usual dizer-se que a cidade tem dois ou três centros, conforme se considere ou não que na parte asiática também existe um centro. No lado europeu há duas zonas com mais destaque em termos de movimento de pessoas e património cultural: o mais antigo, onde se situava o núcleo da antiga Bizâncio e Constantinopla, correspondente ao atual distrito de Fatih, fica a sul do Corno de Ouro, enquanto Beyoğlu, a antiga Pera e onde se situava o bairro europeu medieval de Gálata, fica a norte. O centro da parte asiática tem contornos menos precisos, e ocupa parte dos distritos de Uscudar e Kadıköy. Algumas zonas históricas da parte europeia de Istambul foram declaradas Património Mundial pela UNESCO em 1985. Em 2010, a cidade foi a Capital Europeia da Cultura. Devido à sua dimensão e importância, Istambul é considerada uma megacidade e uma cidade global.

## Toponímia
O atual nome da cidade, İstanbul em turco (AFI: [is'tambu] ou, coloquialmente, [ɨsˈtambul]) é usado nas suas diversas variações pelo menos desde o século X, tendo-se tornado o nome comum em turco desde a sua integração no Império Otomano depois da Queda de Constantinopla, em 1453. Etimologicamente o nome é derivado da expressão grega medieval "εἰς τὴν Πόλιν" [istimˈbolin] ou, no dialeto egeu, "εἰς τὰν Πόλιν" [istamˈbolin] (em grego moderno: στην Πόλι [stimˈboli]), que significa "na cidade", "à cidade" ou "centro da cidade".
No século XIX ainda eram usados diversos nomes para a cidade. Os europeus em geral usavam principalmente Stambul e Constantinopla para se referirem a toda a cidade, embora por vezes se distinguissem ambos os nomes — Constantinopla podia designar apenas a parte mais antiga, a sul do Corno de Ouro (atual Fatih), usando-se "Pera" para designar a zona norte, chamada Beyoğlu pelos turcos, o nome que é usado atualmente. Desde os tempos bizantinos que Pera foi a área onde as comunidades de origem europeia ocidental se concentraram, uma situação que perdurou até ao fim do Império Otomano. Entre os turcos era mais frequente que Istambul designasse apenas a parte mais antiga.
Bizâncio (em grego clássico: Βυζάντιον; pronúncia em grego demótico moderno: /vi.za.ⁿdjo/) foi o primeiro nome da cidade quando foi fundada em 667 a.C.
por colonos dóricos da cidade-estado de Mégara, que a batizaram em homenagem ao seu rei Bizas. Quando o imperador romano Constantino, o Grande fez da cidade a nova capital oriental do seu império, em 11 de maio de 330, rebatizou-a Nova Roma. No entanto, o nome que acabou por se impor como mais generalizado foi Constantinopla (em grego: Κωνσταντινούπολη ou Κωνσταντινούπολις; Konstantinoupolis; "Cidade de Constantino"), o qual foi usado pela primeira vez de forma oficial durante o reinado do imperador Teodósio II (408–450). O nome oficial permaneceu Constantinopla durante todo período bizantino e foi o nome comumente usado no Ocidente até o início do século XX.
A cidade foi também apelidada de "Cidade das Sete Colinas", pois o Cabo do Serralho, a península onde se situa a parte mais antiga da cidade tem sete colinas, como Roma. Atualmente no cimo de cada uma das colinas há uma grande mesquita imperial otomana. As colinas estão representadas no emblema da cidade como sete triângulos, sobre os quais se elevam quatro minaretes. A cidade tem muitas outras alcunhas, como por exemplo, Vasilevousa Polis ("Rainha das Cidades", em grego), que tem origem na importância e riqueza da cidade durante a Idade Média, e Dersaâdet (originalmente Der-i Saadet, "Porta para a Felicidade") que foi usada pela primeira vez no fim do século XIX e ainda é utilizada hoje em dia. Com a Lei do Serviço Postal Turco, de 28 de março de 1930, as autoridades turcas pediram oficialmente às nações estrangeiras que adotassem Istambul como o único nome nos seus idiomas.

## História

### Pré-história
Em 2008, durante as obras de construção da estação de Yenikapı, foi descoberto um assentamento neolítico até então desconhecido, datado de cerca de 6 500 a.C., quando o Bósforo ainda não se tinha formado e o mar de Mármara era pouco mais que um lago interior. Entre os séculos XIII e XI a.C., tribos trácias estabeleceram dois assentamentos — Lygos e Semistra — em Sarayburnu (cabo do Serralho), perto do local onde se ergue atualmente o Palácio de Topkapı.
O primeiro povoamento no lado anatólio (oriental) foi encontrado no monte Fikirtepe, no que é hoje o distrito de Kadıköy. Data da Idade do Cobre e nele foram encontrados artefatos que datam de 5 500 a 3 500 a.C.. Não longe dali, foi descoberto um entreposto comercial fenício que existiu no início do 1º milénio a.C. Calcedónia, a primeira colónia grega na área, foi fundada por dóricos da cidade de Mégara que se estabeleceram no cabo de Moda, cerca de 685 a.C. (675 a.C. ou 639 a.C. segundo outras fontes), onde hoje se situa o distrito de Kadıköy.

### Bizâncio

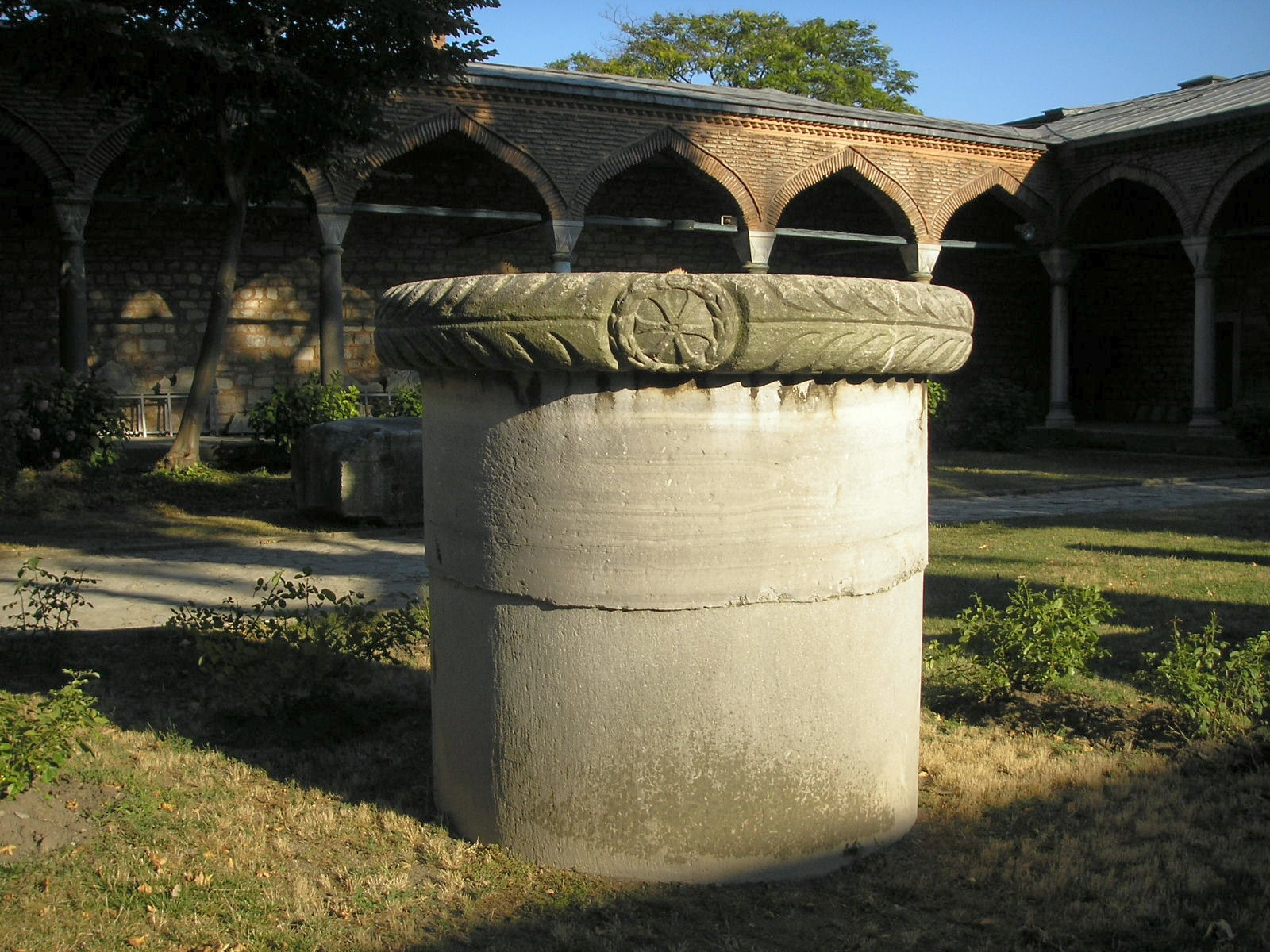
Restos de colunas bizantinas da antiga acrópole de Bizâncio, onde se encontra atualmente o Palácio de Topkapı

Bizâncio foi igualmente fundada por colonos de Mégara, que se estabeleceram nos antigos povoados trácios de Lygos e Semistra, no lado ocidental (europeu) do Bósforo, na margem sul do Corno de Ouro 17 anos depois de fundarem Calcedónia, ou seja, 667 a.C., 659 a.C. ou 619 a.C.. No final do século VII a.C. foi fundada uma acrópole no cimo do cabo do Serralho, no local onde hoje se encontra o Palácio de Topkapı.
Segundo a lenda, a localização da nova cidade foi indicada ao rei de Mégara, Bizas, de onde provém o nome Bizâncio, pelo Oráculo de Delfos, quando o rei lhe foi pedir conselho sobre uma nova terra para se estabelecer com a sua família e seguidores. O oráculo aconselhou-o a procurar a "terra dos cegos" e fundar a cidade no lado oposto àquele onde essa se encontrava. Bizas percebeu a importância estratégica do Cabo do Serralho, rodeado de água por três lados (o mar de Mármara a sul e sudoeste, o Bósforo a leste e nordeste e o Corno de Ouro a norte), na importante rota marítima que liga o Mediterrâneo ao mar Negro através do mar de Mármara e do Bósforo, pelo que assumiu que o oráculo se referia aos calcedónios como "cegos" por não terem sido capazes de ver que era ali, e não no lado oriental, o local ideal para construir uma cidade.

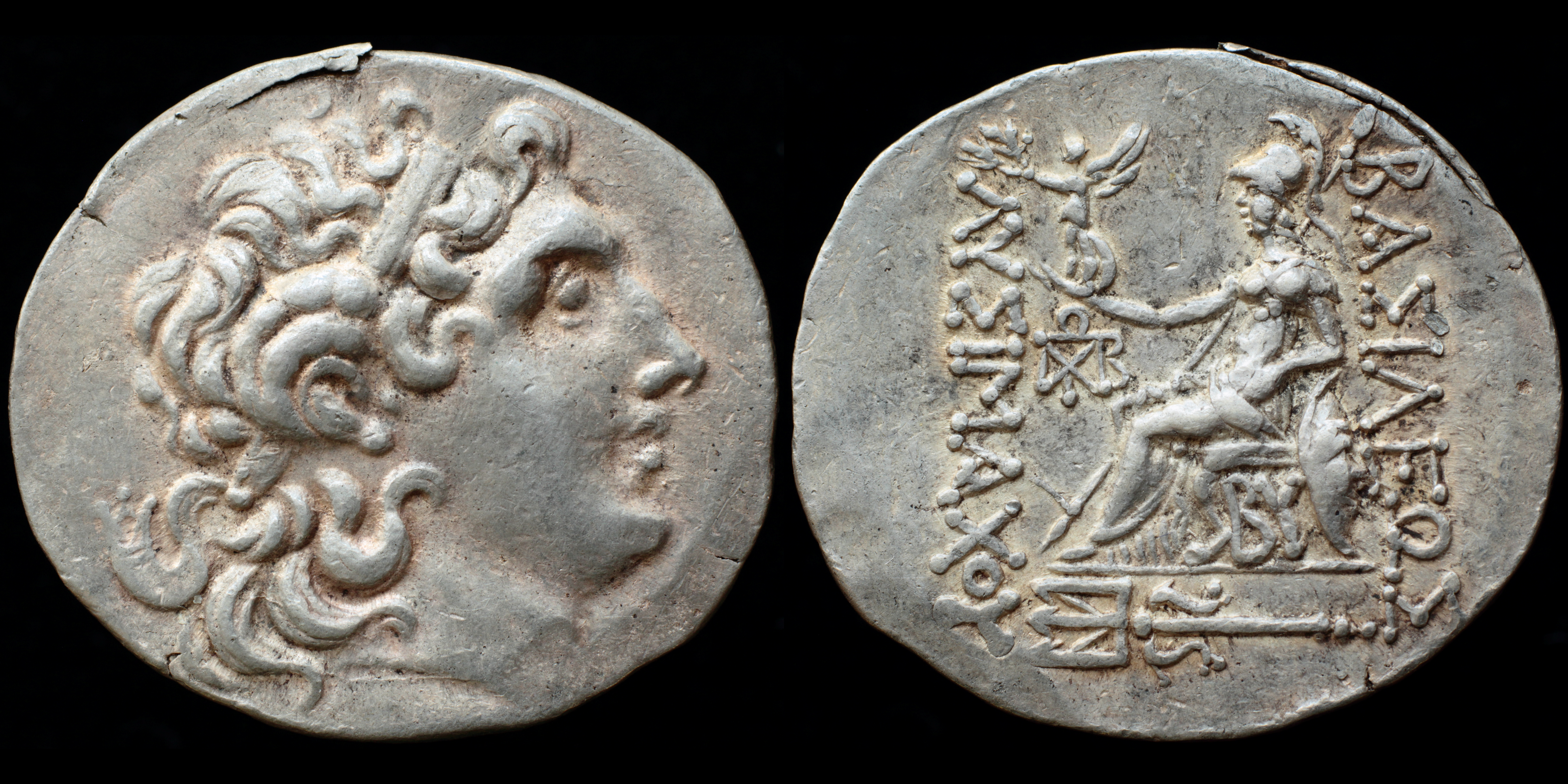
Tetradracma de prata cunhado em Bizâncio por volta de A cidade cunhou moedas em nome de Lisímaco quase 200 anos após sua morte

Apesar da sua situação privilegiada, a cidade não se desenvolveu significativamente durante os primeiros tempos. Foi muito afetada durante as Guerras Médicas, tendo sido ocupada por Dario I em 512 a.C. Segundo algumas fontes, a cidade esteve sob o domínio do Império Aqueménida, entre 479 e 444 a.C., depois da expulsão do general espartano Pausânias. Outras fontes referem que nesse período a cidade estava sob domínio ateniense, fazendo parte da Liga de Delos a partir de 478 a.C., contra a qual se revoltou em 440, para ser submetida pouco depois. Bizâncio viu-se depois envolvida nas guerras entre Atenas e Esparta (ver Guerra do Peloponeso) e o seu controle (direto ou através de alianças) foi disputado por ambos os lados durante os dois séculos seguintes.
Em 340 a.C., Filipe II da Macedónia cobiça Bizâncio, entretanto já independente de novo, mas não consegue ocupá-la. O seu filho Alexandre, o Grande passa junto à cidade quando se dirige para a Ásia, atravessando os Dardanelos, mas curiosamente Bizâncio fica de fora do imenso império conquistado por Alexandre, apesar de ser seu vizinho muito próximo. Durante as Guerras dos Diádocos pela partilha do império de Alexandre, a cidade conseguiu manter-se neutral, continuando a ser um mercado importante de bens alimentares provenientes da Trácia, Macedónia, Anatólia e do Cáucaso. As alianças que estabelece com outras cidades marítimas, como Rodes, permitem-lhe conservar a sua independência até à chegada dos romanos, apesar de algumas fontes referirem que em 179 a.C. foi conquistada por uma aliança entre Rodes e os reinos de Pérgamo e da Bitínia.

### Domínio romano

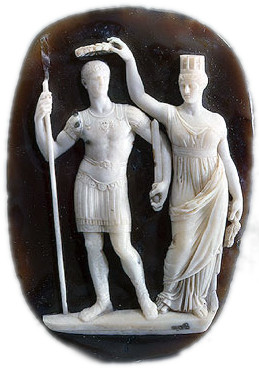
Camafeu representando a coroação de Constantino como general vitorioso por Constantinopla

A partir de 191 a.C. ou 146 a.C., Bizâncio aliou-se a Roma que a reconheceu como "cidade livre e federada". No século I a.C. foi integrada na República, apesar de terem sido mantidas algumas estruturas de governo democrático local e a sua autonomia só ter sido suprimida em 73 d.C. por Vespasiano. Supõe-se que nesse tempo a cidade não ocupasse muito mais do que é hoje área do Palácio de Topkapı e da Basílica de Santa Sofia.
Em 194 d.C., Bizâncio viu-se envolta numa disputa entre o imperador romano Septímio Severo e o usurpador Pescênio Níger. Após tomar partido pelo último, a cidade foi sitiada pelas forças leais a Septímio em 196 d.C. e sofreu extensos danos, tendo sido arrasadas as muralhas e os monumentos. Cinco anos depois, o mesmo Septímio Severo ordenou a reconstrução da cidade, que rapidamente alcançou sua antiga prosperidade, chegando a ser rebatizada como Augusta Antonina pelo imperador, em homenagem a seu filho. Em 262 d.C. Bizâncio foi devastada pelas tropas do imperador romano Galiano, mas foi rapidamente reconstruída.
Durante a primeira divisão do Império Romano, Bizâncio foi uma cidade fronteiriça, pois os impérios ocidental e oriental tinham como fronteira o Bósforo. Durante a guerra civil entre Licínio e Constantino, o Grande, Bizâncio tomou o partido do primeiro, mas submeteu-se ao último após a sua vitória na batalha de Crisópolis (24 de setembro de 324), a qual teve lugar no que é atualmente Uscudar. A posição estratégica de Bizâncio atraiu Constantino, que a rebatizou de Nova Roma. Em 330 tornou-se oficialmente a nova capital do Império Romano, quando também já era conhecida pelo nome que haveria de perdurar — Constantinopla. Segundo uma lenda, Constantino começou por ordenar que a nova capital fosse edificada em Calcedónia, mas um bando de águias levou as ferramentas dos pedreiros para o outro lado do mar de Mármara, o que levou Constantino a decidir que a sua capital ficasse na margem ocidental.
A refundação da cidade ficaria na História como um dos feitos mais duradouros de Constantino. O seu novo estatuto de capital imperial deslocou o poder romano para oriente e a cidade tornou-se o centro da cultura grega e do Cristianismo durante os séculos seguintes.

### Império Bizantino

Mapa da Constantinopla bizantina, a qual grosso modo ocupava o que é atualmente o distrito de Fatih

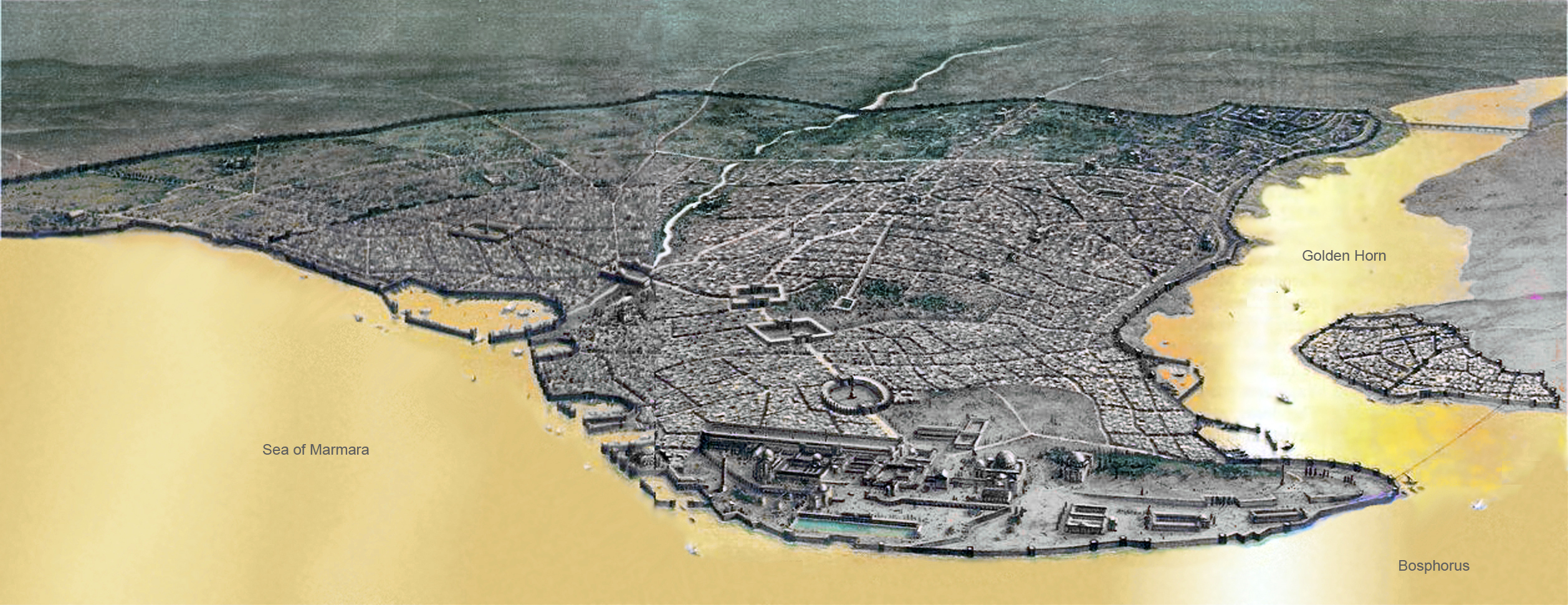
Vista aérea de Constantinopla bizantina e do Propontis (mar de Mármara)

Em 395 o império tornou a ser dividido e Constantinopla passou a ser a capital do Império Romano do Oriente, que ficaria conhecido como Império Bizantino. Foram construídas numerosas igrejas em toda a cidade, incluindo aquela que durante praticamente mil anos foi a maior catedral do mundo, a Basílica de Santa Sofia.
O Patriarcado Ecuménico de Constantinopla desenvolveu-se na cidade e ainda hoje o seu líder é uma das figuras mais destacadas na Igreja Ortodoxa Grega. A localização de Constantinopla ajudou a assegurar que a sua existência resistiria ao teste do tempo — durante muitos séculos as suas lendárias muralhas protegeram a Europa de invasores vindos de leste e do avanço do Islão.
O estatuto de capital imperial e a posição estratégica, na encruzilhada entre a Europa e a Ásia e entre o Mediterrâneo e o mar Negro, contribuíram para tornar a cidade um importante centro de comércio, cultura e diplomacia. Enquanto o Império Romano do Ocidente mergulhava numa crise económica, política e demográfica, Constantinopla continuou a prosperar e durante a maior parte da Idade Média e nos últimos séculos do Império Bizantino foi a maior e mais próspera cidade do continente europeu, sendo em alguns períodos a maior metrópole do mundo.
Um dos períodos de maior esplendor de Constantinopla foi o reinado de Justiniano I, que mandou ampliar Santa Sofia no século VI. Tendo conhecido algum declínio nos séculos VII e VIII, o império retomaria o seu esplendor nos séculos IX e X.
O grande declínio do império foi marcado com a derrota na Batalha de Manzicerta (1071) frente aos turcos do Império Seljúcida, na sequência da qual grande parte da Anatólia deixou de estar sob o domínio bizantino para passar a constituir o Sultanato de Rum.
A decadência da capital chegou um século depois com a Quarta Cruzada, durante a qual foi saqueada, pilhada e ocupada, ironicamente por forças cristãs. Constantinopla passou então a ser a capital do Império Latino, um estado criado pelos cruzados católicos que duraria 55 anos. Em 1261, Miguel VIII Paleólogo reconquistou a cidade e restaurou o Império Bizantino. Constantinopla encontrava-se então em grande decadência, com muitos dos edifícios, serviços básicos e defesas em ruínas, tendo a sua população diminuído de cerca de meio milhão no século IX para 40 000.

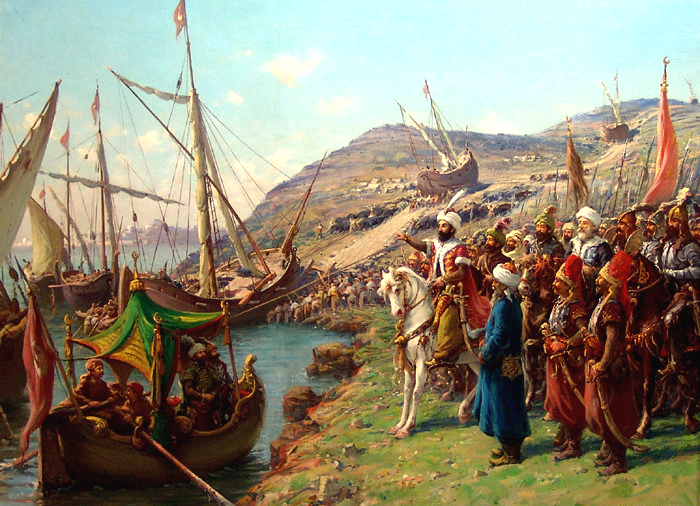
Maomé II, o Conquistador transporta a sua frota através do Corno de Ouro durante o seu cerco a Constantinopla, numa pintura de Fausto Zonaro atualmente no Palácio Dolmabahçe

Apesar de todas as turbulências e da constante ameaça turca, que perdurou para além do fim dos estados cruzados, a cidade manteve a sua importância como centro cultural e comercial do Mediterrâneo, onde a maior parte das potências comerciais dessa parte do mundo mantiveram consulados e colónias de mercadores.
No século XIV várias das reformas económicas e militares de Andrónico II, como a redução das forças militares, enfraqueceram o império e deixaram-no mais vulnerável a ataques. Em meados desse século, os otomanos, sucessores dos seljúcidas, começaram a por em prática a estratégia de tomar cidades mais pequenas, cortando as rotas de abastecimento de Constantinopla e estrangulando-a lentamente. Finalmente, depois de oito semanas de cerco durante o qual é morto o último imperador bizantino, Constantino XI Paleólogo, o sultão Maomé II, que ficará conhecido como "o Conquistador" (Fatih), conquistou a cidade a 29 de maio de 1453 e declarou-a imediatamente a nova capital do seu Império Otomano. Horas depois de entrar na cidade, Maomé foi a Santa Sofia e convocou um imã para proclamar a fé islâmica, convertendo um dos símbolos maiores do cristianismo numa mesquita imperial. A Queda de Constantinopla, nome pelo qual é conhecida a conquista da cidade pelos otomanos, é frequentemente apontada como uma das datas que marca do fim da Idade Média.

### Domínio turco
Depois de conquistar a cidade, Maomé II empenhou-se em revitalizá-la, nomeadamente convidando e forçando a nela se fixarem muitos muçulmanos, judeus e cristãos de outras partes da Anatólia, criando uma sociedade cosmopolita que perdurou praticamente durante todo o período otomano. No fim do século XV a população tinha crescido para 200 000, fazendo de Istambul a segunda maior cidade da Europa. Maomé mandou reparar as infraestruturas danificadas, iniciou a construção do Grande Bazar e sobre as ruínas da antiga acrópole construiu o Palácio de Topkapı, que serviu de residência imperial oficial durante 400 anos. Ordenou também a construção da primeira mesquita imperial de construção otomana, a Mesquita de Fatih, para o que foi demolida a Igreja dos Santos Apóstolos, a maior da cidade a seguir a Santa Sofia.

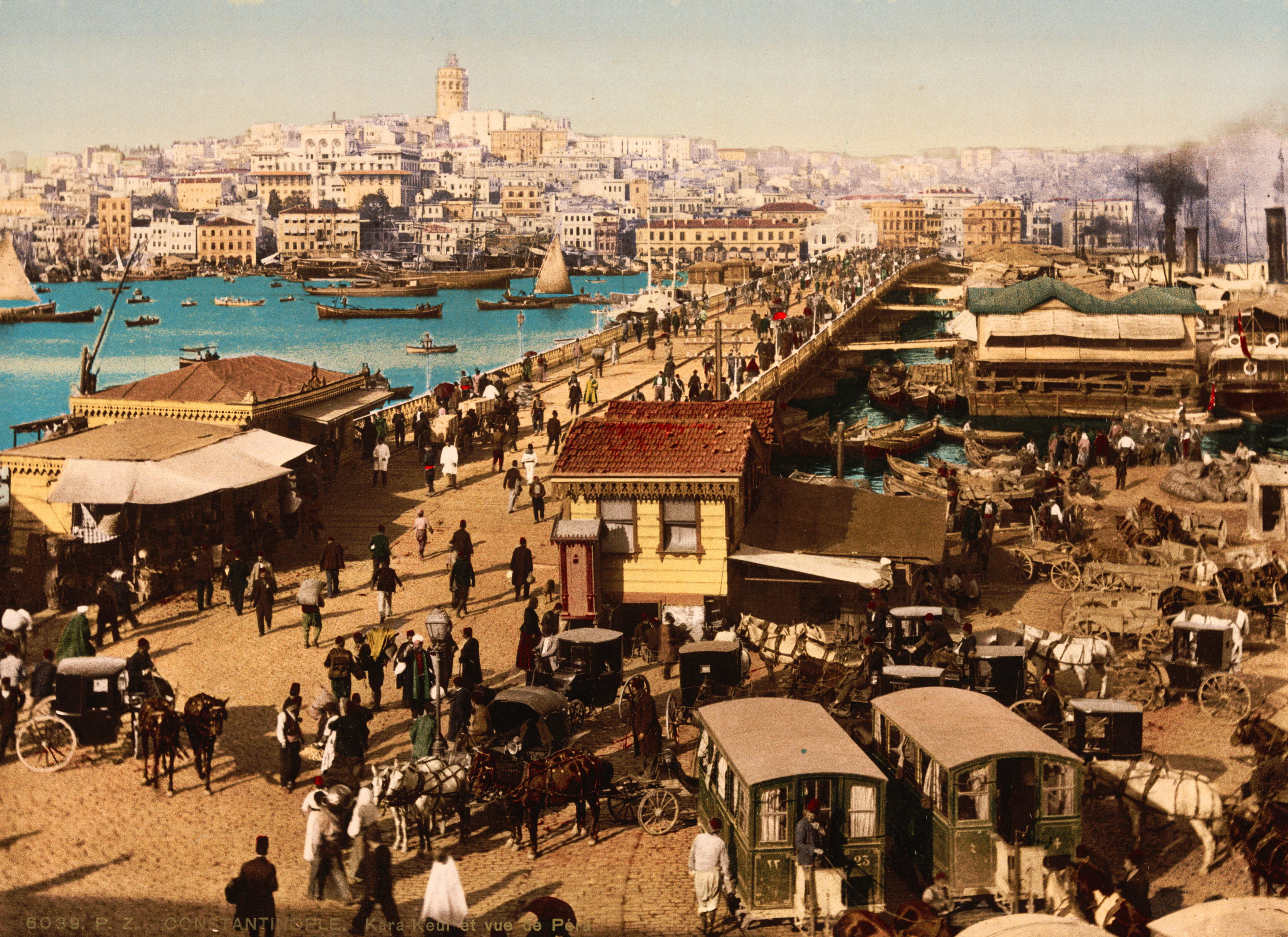
A primeira Ponte de Gálata por volta de 1895

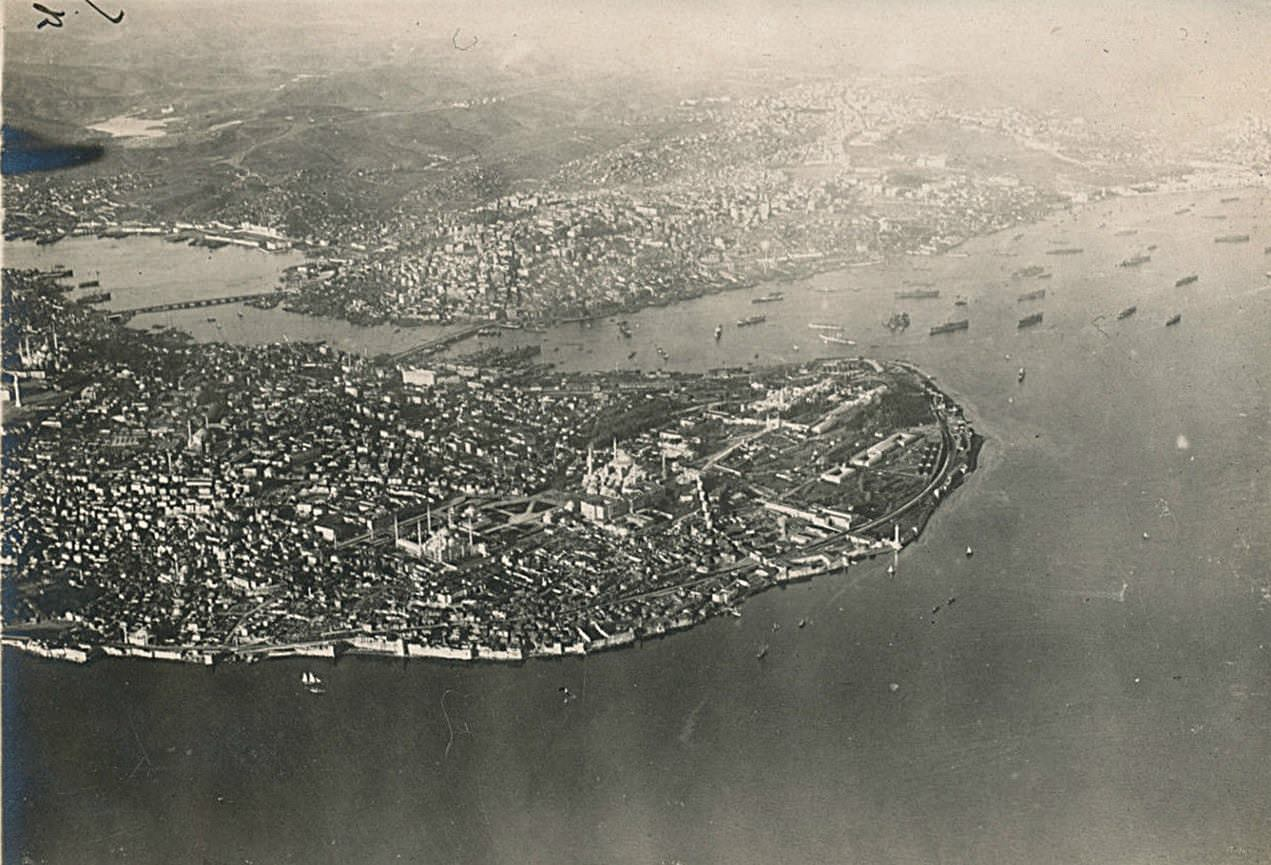
Fotografia aérea de Istambul a partir de um zepelim alemão em 19 de março de 1918

Os otomanos transformaram rapidamente Constantinopla, até então um bastião do cristianismo, num símbolo da cultura islâmica. Foram criadas fundações religiosas para financiar a construção de grandes mesquitas imperiais, as quais, além de serem um local de oração, tinham estruturas de apoio social anexas, como escolas, hospitais e balneários públicos. O reinado de Solimão, o Magnífico (1494-1566) foi um período de feitos artísticos e arquitetónicos especialmente grandiosos. São deste período as mesquitas da autoria do arquiteto principal da corte, Mimar Sinan, cuja genialidade o fez ser conhecido no Ocidente como "o Miguel Ângelo otomano". A maior mesquita de Istambul (não considerando Santa Sofia) é a mesquita imperial de Solimão, uma das inúmeras obras de Sinan. Outras formas de arte florescentes foram a cerâmica, a caligrafia e a miniatura. No final do século XVIII residiam na cidade 570 000 pessoas.
Uma série de rebeliões no início do século XIX levou à subida ao poder do sultão progressista Mamude II e ao chamado período reformista Tanzimat (reorganização em turco otomano), que alinhou o império com alguns dos padrões europeus ocidentais em termos económicos, políticos e culturais. Durante este período foram construídas pontes sobre o Corno de Ouro e Istambul foi ligada à rede ferroviária europeia na década de 1880. O Tünel, uma das linhas ferroviárias urbanas subterrâneas mais antigas do mundo, foi inaugurada em 1875 na encosta sul de Gálata. Ao longo das décadas seguintes foram também gradualmente criadas outras infraestruturas modernas, como uma rede estável de distribuição de água, eletricidade, telefones e elétricos, embora com algum atraso em relação a outras capitais europeias.
Os esforços de modernização não foram suficientes para evitar o declínio do regime imperial. No início do século XX assistiu-se à Revolução dos Jovens Turcos, herdeiros políticos dos "Jovens Otomanos" de meados do século anterior. Os "Jovens Turcos" depuseram o sultão Abdulamide II em 1909 e estalaram várias guerras que fustigaram a decadente capital imperial. A última destas guerras foi a Primeira Guerra Mundial, que se saldou numa derrota e subsequente ocupação de Istambul por tropas britânicas, francesas e italianas. O último sultão otomano, Mehmed VI foi deposto e exilado em novembro de 1922 e a família imperial foi expulsa a 3 de março de 1924. Em 1923, terminou a ocupação de Istambul com a assinatura do Tratado de Lausana, no qual também era reconhecida a República da Turquia, a qual foi oficialmente declarada em 29 de outubro de 1923.
Os revolucionários nacionalistas liderados por Atatürk tinham estabelecido a sede do seu governo em Ancara, que foi declarada a capital da nova república. Nos primeiros anos do regime republicano, Istambul foi algo descurada a favor da nova capital, mas a partir dos anos 1940 e início dos anos 1950, a cidade sofreu grandes mudanças estruturais, nomeadamente urbanísticas. Foram construídas novas praças (como a Praça Taksim, o centro da cidade moderna), avenidas e edifícios, por vezes derrubando construções históricas. Em 1955 ocorreu o Pogrom de Istambul, uma série de motins dirigidos principalmente à então ainda numerosa comunidade grega da cidade, mas que também afetou outras minorias, como os arménios, judeus e inclusivamente muitos muçulmanos, e acelerou a fuga para a Grécia da população etnicamente grega de Istambul. O crescimento da população de Istambul começou a acelerar rapidamente nos anos 1970, com o afluxo de pessoas da Anatólia para trabalharem nas muitas novas fábricas que foram construídas nos subúrbios da metrópole em expansão. Este súbito aumento populacional provocou uma grande procura de habitação e muitas das aldeias e florestas que rodeavam a cidade foram absorvidas pela grande área metropolitana de Istambul.

## Geografia

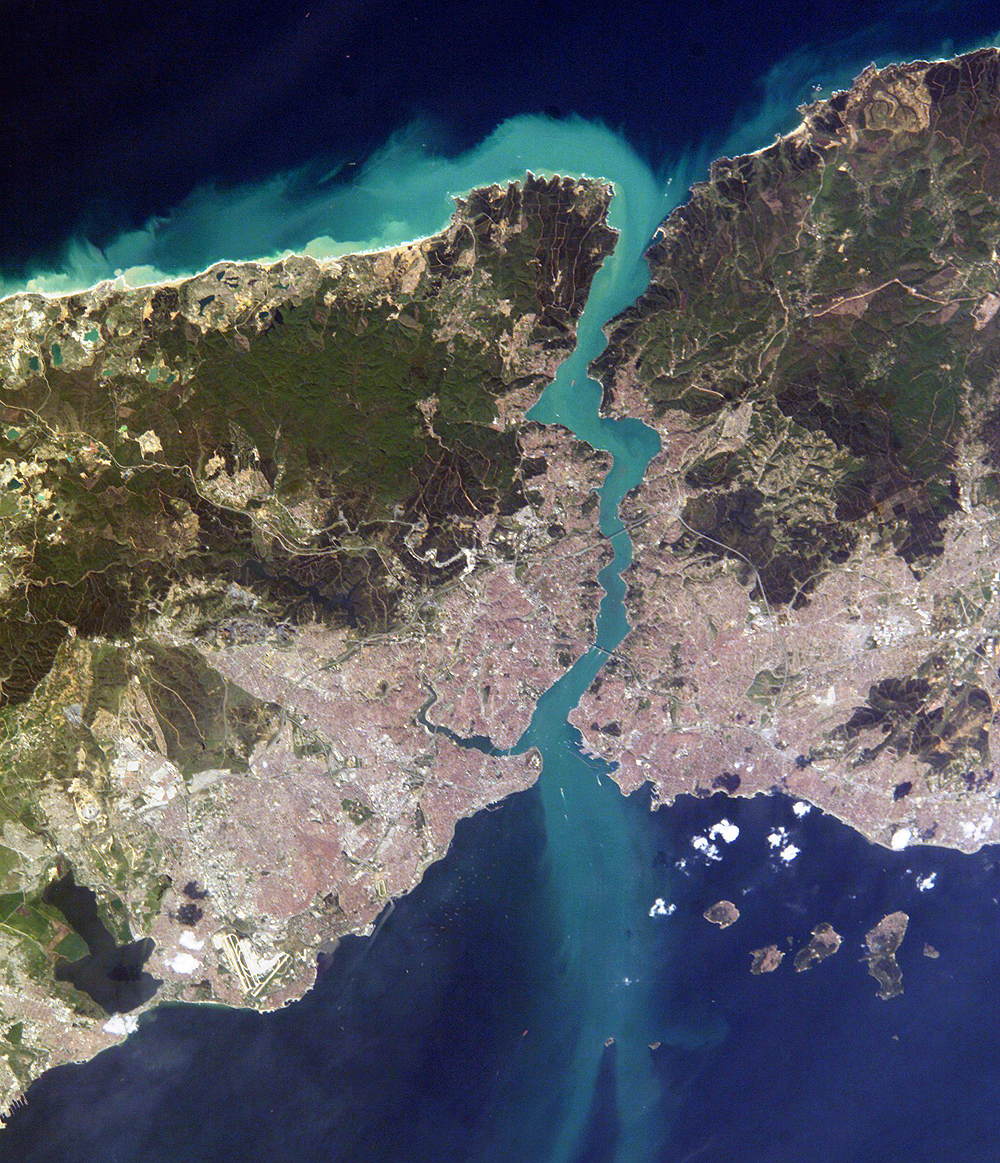
Imagem de satélite de Istambul; em baixo (sul): mar de Mármara; ao centro: estreito do Bósforo; em cima (norte): mar Negro

Istambul está situada no noroeste da Turquia, na Região de Mármara (Marmara Bölgesi) e é a capital da província (ill) de Istambul. Em 2004, a área metropolitana administrada pela Autoridade Municipal de Istambul (İstanbul Büyükşehir Belediyesi) ocupava uma área de 5 343, 3 479 km² (65%) no lado europeu e 1 864 km² (35%) no lado asiático.
O Bósforo (em turco: Boğaziçi) é um estreito que divide em duas partes a cidade de Istambul e separa fisicamente a Rumélia, na Europa, da Anatólia, na Ásia, ligando o mar Negro, a norte, com o mar de Mármara, a sul, que por sua vez está ligado ao mar Mediterrâneo pelo estreito de Dardanelos. A cidade apresenta assim a característica peculiar de se estender por dois continentes. Além da divisão leste-oeste, a parte histórica do lado europeu é dividida no sentido leste-oeste pelo Corno de Ouro, um porto natural e estuário de uma ribeira orientada no sentido noroeste-sudeste, situado a norte da península histórica onde foi fundada Bizâncio (o Cabo do Serralho ou Sarayburnu, atual distrito urbano de Fatih).
A cidade tem dois centros principais, ambos no lado europeu: a Praça Sultão Ahmet (Sultanahmet Meydanı) a sul do Corno de Ouro e a Praça Taksim, a norte. A primeira situa-se no local onde foi o hipódromo de Constantinopla, centro da cidade romana e bizantina, e é ladeada por dois dos mais populares monumentos de Istambul, a Mesquita Azul (Sultanahmet, do sultão Amade I), construída em 1616, e a Basílica de Santa Sofia (Ayasofya), construída em 537. A Praça Taksim pode considerar-se o centro da cidade moderna; situa-se no extremo norte daquilo que foi o bairro cultural e etnicamente mais ocidentalizado da capital bizantina e otomana, no atual distrito de Beyoğlu, cujo núcleo histórico inclui os antigos bairros de Pera e Gálata, onde viviam as comunidades imigrantes ocidentais e se situavam as principais embaixadas. Algumas dessas comunidades estrangeiras, nomeadamente a francesa e a italiana, estabeleceram-se na área ainda no período bizantino. Além dos ocidentais, em Beyoğlu concentravam-se também muitos judeus (principalmente sefarditas, fugidos da Península Ibérica no final do século XV, mas também asquenazes), gregos e arménios, entre outros. No lado asiático destacam-se dois centros: o de Kadıköy, a antiga cidade de Calcedónia, e Uscudar, a Scutari e Crisópolis na Antiguidade.

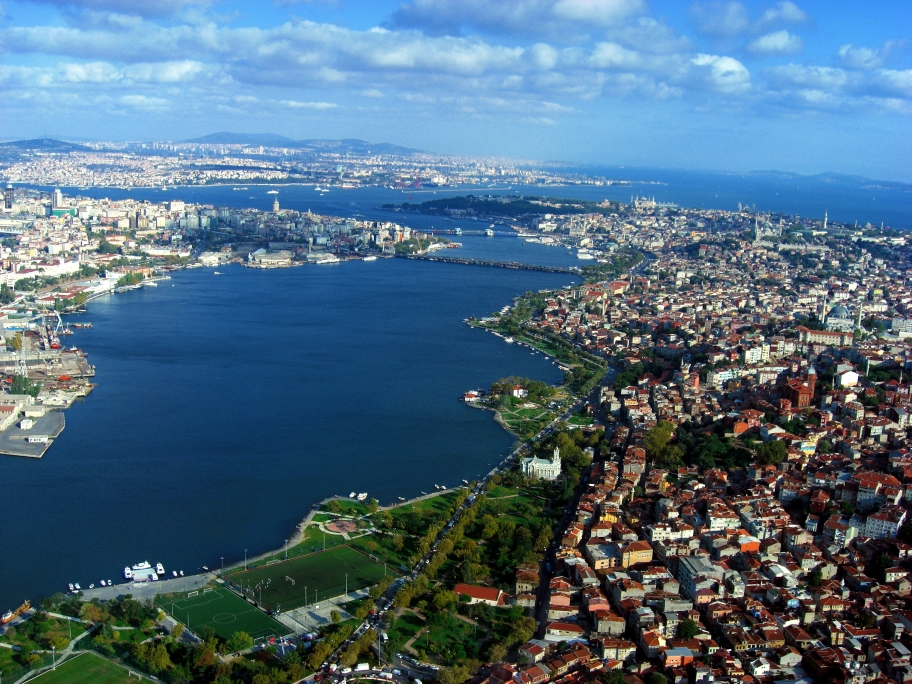
Vista aérea do Corno de Ouro; em primeiro plano, à direita: bairros de Balat e Fener e a igreja de ferro de Santo Estêvão dos Búlgaros

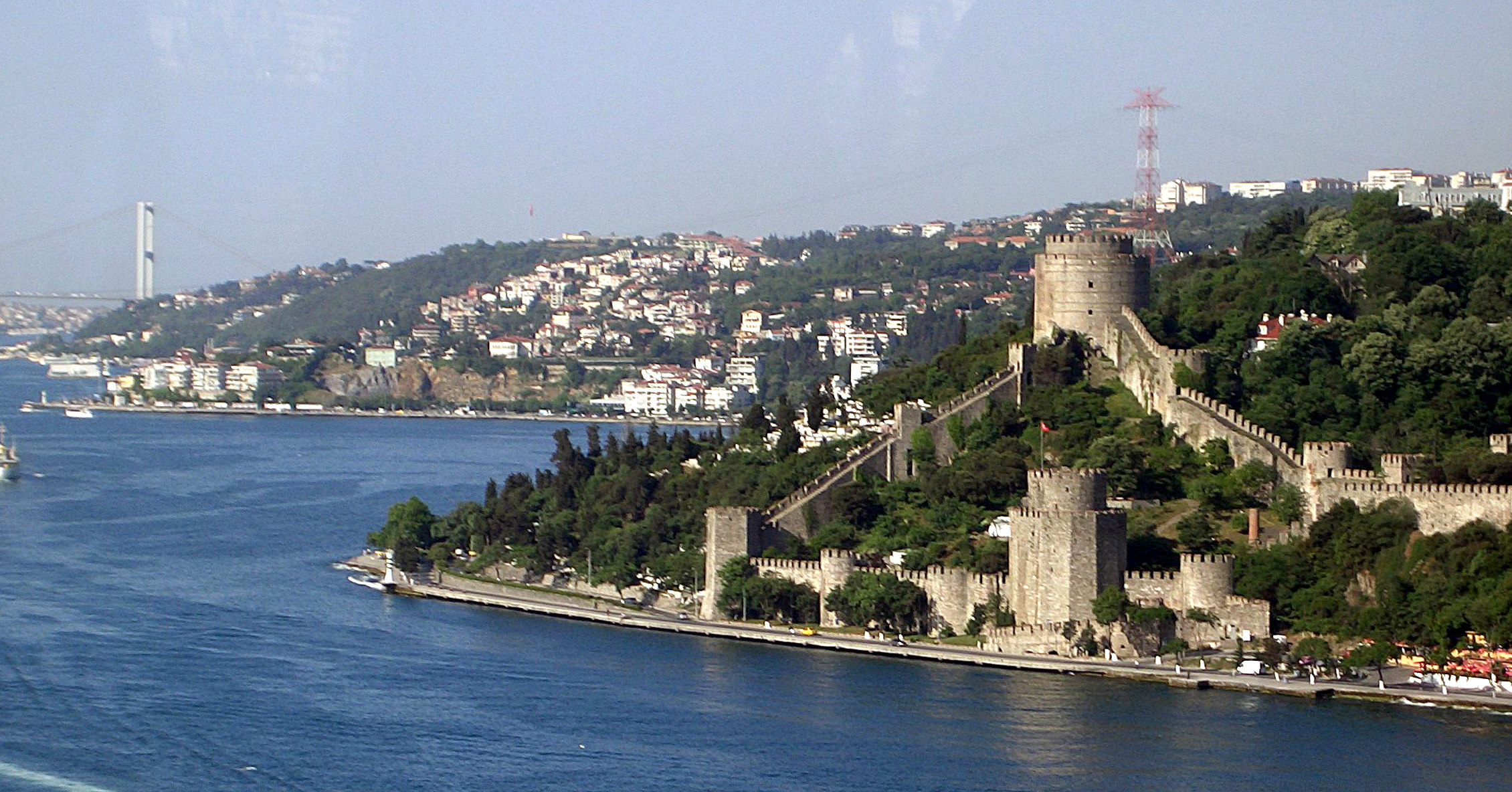
A fortaleza de Rumelihisarı, no distrito de Sarıyer, margem europeia do Bósforo

A confluência do mar de Mármara, do Bósforo e do Corno de Ouro, que hoje constitui o centro geográfico de Istambul, contribuiu para suster forças atacantes durante milhares de anos e ainda é uma das características mais proeminentes da paisagem da cidade. Até ao século XIX, quando foi construído um cais ao longo da embocadura do Corno de Ouro em Gálata, no que é hoje o bairro de Karaköy, existia aí uma longa praia de areia.
É comum dizer-se que a península histórica tem sete colinas, cada uma delas encimada com uma mesquita imperial (construída por e em homenagem a um sultão). É rodeada pelas lendárias Muralhas de Constantinopla, com 22 km de comprimento, construídas principalmente no século IV (Muralhas de Constantino) e século V (Muralhas de Teodósio). O alto da colina mais alta é ocupado pelo Palácio de Topkapı, a residência dos sultões durante quatro séculos. No lado oposto do Corno de Ouro ergue-se outra colina de forma cónica, onde se situa o distrito de Beyoğlu. Devido à topografia, as construções de Beyoğlu foram construídas sobre terraços suportados por muros, alguns deles ainda visíveis, e muitas das ruas tinham ou ainda têm degraus.
No outro lado do Bósforo, na Anatólia, Uscudar exibe as mesmas características topográficas, com colinas que se estendem até à beira-mar, de forma mais abrupta nos bairros de Şemsipaşa e Ayazma, na ponta mais ocidental. É usual referir-se que o ponto mais alto de Istambul é a colina de Çamlıca (Çamlıca Tepesi) (267 m), situada a 4 km do centro de Uscudar, pois esta situa-se numa área urbanizada e relativamente perto dos principais centros da cidade. No entanto, o ponto mais alto da área metropolitana é o Monte Aydos (Aydos Dağı), no distrito de Kartal, na zona sudeste da parte asiática.
As margens do Bósforo são constituídas por colinas, por vezes com declives bastante acentuados. Apesar da construção ser densa em algumas áreas, em grande parte dos troços a norte da Ponte Fatih Sultão Mehmet predomina o verde das árvores e inclusivamente em áreas mais urbanizadas, como em Beşiktaş e Eyüp (este na parte superior do Corno de Ouro) há muitas manchas de verde, apesar da área de parques e jardins por habitante ser inferior às da maior parte das cidades europeias. Considerando toda a área metropolitana, só 36% do território se considera urbanizado; 17% é ocupado por terrenos agrícolas e 47% por florestas.
As ilhas dos Príncipes (Prens Adaları), situadas no mar de Mármara, a sudeste do centro da cidade, conservam muita da atmosfera de há mais de cem anos, com as suas casas típicas de madeira e as encostas verdejantes. São um destino de recreio popular entre os istambulitas, principalmente no verão. Têm a particularidade do uso de veículos motorizados particulares ser proibido e inclusivamente os táxis são charretes.

### Sismos

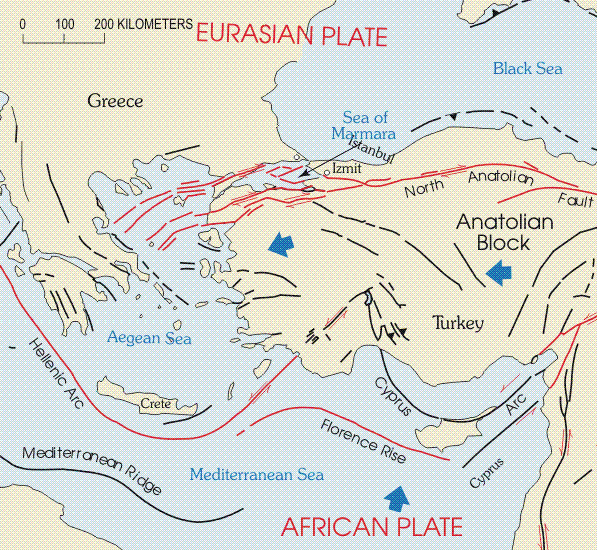
As falhas geológicas no oeste da Turquia estão concentradas a sudoeste de Istambul, passando sob o mar de Mármara e o mar Egeu

Istambul está situada próximo da Falha Setentrional da Anatólia, uma falha geologicamente ativa responsável por vários grandes sismos na história da cidade, tanto no passado como em tempos mais recentes. Entre os sismos mais devastadores destaca-se o de 1509, que causou um tsunami que galgou as muralhas, destruiu mais de cem mesquitas e causou mais de dez mil mortos. Mais recentemente, em 1999, o sismo de İzmit provocou mais de 18 000 mortes, das quais cerca de mil em Istambul. Os estudos demonstram que há um risco elevado de que nas próximas décadas se produza um terremoto devastador na região de Istambul.
É provável que devido às dificuldades para estabelecer e impor normas convenientes de segurança na construção dos edifícios, se repita o que aconteceu durante o sismo de agosto de 1999, isto é, que haja um número enorme de desmoronamentos, especialmente nas habitações de menor custo de alvenaria dos gecekondular (favelas) dos subúrbios.

### Poluição
O elevado e rápido crescimento urbano, a grande densidade industrial em certas zonas e o tráfego intenso causam problemas ambientais significativos. Nos últimos anos a qualidade do ar tem melhorado devido à utilização de gás natural e um melhor tratamento de resíduos diminuiu os problemas relacionados com lixo. No entanto, a poluição atmosférica e aquática devida às numerosas fábricas, veículos e habitações continua a ser problemática, o mesmo se passando em relação à poluição sonora. Os problemas tendem a ser mais agudos nos bairros mais pobres e suas vizinhanças.
O sistema de esgotos funciona mal em algumas zonas, sendo frequentes os entupimentos provocados por lixo, o que por vezes provoca grandes poças quando não inundações, que aumentam o risco de doenças infecciosas. A principal causa desses problemas reside no facto da infraestrutura não estar adaptada ao tremendo crescimento urbano das últimas décadas.

### Clima

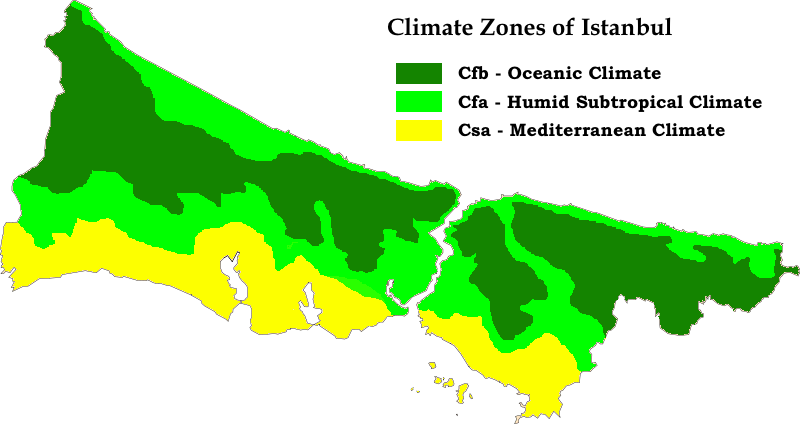
Zonas climáticas de Istambul segundo a classificação climática de Köppen-Geiger.
Cfb: Clima oceânico
Cfa: Clima subtropical úmido
Csa: Clima mediterrânico

Segundo a classificação climática de Köppen-Geiger, Istambul tem um clima de transição entre o úmido subtropical (Cfa, segundo Köppen) e o mediterrânico (Csa, segundo Köppen), visto que há um decréscimo nas precipitações durante o verão, mas não tão forte quanto em outros locais de clima mediterrânico típico, e com influências oceânicas (Cfb, segundo Köppen) acentuadas, principalmente a norte. O clima de Istambul caracteriza-se por verões longos, quentes e húmidos, e invernos frios, chuvosos, ocasionalmente com neve que pode ser abundante, embora geralmente não dure mais do que alguns dias, pois não é comum que as temperaturas negativas se mantenham durante muito tempo.
As temperaturas médias durante os meses de inverno variam entre 3 aos 8 graus Celsius, e podem baixar aos 5 °C abaixo de zero. Os meses de junho a setembro têm temperaturas diurnas máximas médias de 28 °C. A temperatura mais alta registada foi 40,5 °C em 12 de julho de 2000; a temperatura mais baixa foi -16,1 °C em 8 de fevereiro de 1927. Apesar do verão ser a temporada mais seca, a chuva é comum e por vezes ocorrem chuvas intensas semelhantes a monções nesta época do ano. O outono e primavera são temperados e frequentemente húmidos, mas de meteorologia muito imprevisível, havendo dias quentes e dias frios, sendo as noites são quase sempre frias.
Em média regista-se precipitação assinalável em 152 dias por ano, que geram 844 mm de chuva. A humidade é muito alta ao longo de todo o ano e pode exacerbar a sensação de calor das temperaturas não muito elevadas de verão, e a sensação de frio em temperaturas não muito baixas de inverno. A humidade é especialmente perceptível de manhã, quando é frequente atingir 80% e o nevoeiro é muito comum, apesar de normalmente se dissipar a meio do dia. Em média há 228 dias de nevoeiro por ano, concentrados sobretudo no inverno.

Istambul tende a ser ventosa, sendo a velocidade média do vento de 18 km/h. Devido à grande dimensão da cidade, à sua topografia e às influências marítimas, Istambul tem diversos microclimas, podendo acontecer estar a nevar em algumas partes e fazer sol noutras, apesar de fazer frio em toda a cidade.
| Dados climatológicos para Istambul Turquia                                               | Dados climatológicos para Istambul Turquia | Dados climatológicos para Istambul Turquia | Dados climatológicos para Istambul Turquia | Dados climatológicos para Istambul Turquia | Dados climatológicos para Istambul Turquia | Dados climatológicos para Istambul Turquia | Dados climatológicos para Istambul Turquia | Dados climatológicos para Istambul Turquia | Dados climatológicos para Istambul Turquia | Dados climatológicos para Istambul Turquia | Dados climatológicos para Istambul Turquia | Dados climatológicos para Istambul Turquia | Dados climatológicos para Istambul Turquia |
| Mês                                                                                      | Jan                                        | Fev                                        | Mar                                        | Abr                                        | Mai                                        | Jun                                        | Jul                                        | Ago                                        | Set                                        | Out                                        | Nov                                        | Dez                                        | Ano                                        |
| ---------------------------------------------------------------------------------------- | ------------------------------------------ | ------------------------------------------ | ------------------------------------------ | ------------------------------------------ | ------------------------------------------ | ------------------------------------------ | ------------------------------------------ | ------------------------------------------ | ------------------------------------------ | ------------------------------------------ | ------------------------------------------ | ------------------------------------------ | ------------------------------------------ |
| Temperatura máxima recorde (°C)                                                          | 19                                         | 22                                         | 28                                         | 30                                         | 35                                         | 37                                         | 40,5                                       | 38                                         | 38                                         | 33                                         | 27                                         | 23                                         | 40,5                                       |
| Temperatura máxima média (°C)                                                            | 8,7                                        | 9,3                                        | 11,5                                       | 16,7                                       | 21,4                                       | 26,1                                       | 28,2                                       | 28,1                                       | 25,0                                       | 19,8                                       | 15,4                                       | 11,2                                       | 18,4                                       |
| Temperatura mínima média (°C)                                                            | 2,9                                        | 3,1                                        | 4,2                                        | 8,0                                        | 12,0                                       | 16,1                                       | 18,4                                       | 18,4                                       | 15,5                                       | 11,9                                       | 8,4                                        | 5,4                                        | 10,4                                       |
| Temperatura mínima recorde (°C)                                                          | −10,4                                      | −16,1                                      | −6                                         | −1                                         | 3                                          | 8                                          | 9                                          | 11                                         | 6                                          | 1                                          | −4                                         | −9                                         | −16,1                                      |
| Precipitação (mm)                                                                        | 98,4                                       | 80,2                                       | 69,9                                       | 45,8                                       | 36,1                                       | 34,0                                       | 38,8                                       | 47,8                                       | 61,4                                       | 96,9                                       | 110,7                                      | 123,9                                      | 843,9                                      |
| Dias com chuva                                                                           | 20                                         | 17                                         | 16                                         | 14                                         | 12                                         | 8                                          | 5                                          | 6                                          | 7                                          | 12                                         | 16                                         | 19                                         | 152                                        |
| Insolação (h)                                                                            | 3                                          | 4                                          | 4                                          | 6                                          | 9                                          | 11                                         | 12                                         | 11                                         | 8                                          | 6                                          | 4                                          | 3                                          | 6,75                                       |
| Fonte: Serviço Meteorológico do Estado Turco (DMI), Worldclimate.com, BBC Weather Centre |                                            |                                            |                                            |                                            |                                            |                                            |                                            |                                            |                                            |                                            |                                            |                                            |                                            |

## Demografia

### Estatísticas populacionais
Em 2018, a área metropolitana de Istambul tinha 15 067 724 habitantes. Em 2009 tinha 13 120 596 habitantes, 13 120 596 (50,2%) homens e 6 533 800 (49,8%) mulheres, o que representa 17,8% do total da população da Turquia (73 722 988). A densidade populacional total era 8 229,6 hab./km², variando por distrito desde os 43 831,4 hab./km² de Güngören, a pouca distância do centro histórico do lado europeu, até aos 30,6 hab./km² de Çatalca, o distrito mais a noroeste. Estes distritos são, respetivamente, o menor e o maior em área. As áreas com maior densidade concentram-se sobretudo a oeste, sudoeste e noroeste do centro, estando muito próximos deste. Os distritos históricos de Beyoğlu e Fatih têm, respetivamente, 27 168 e 26 115 hab./km², ocupando a 7ª e 8ª posições entre os distritos com maior densidade. No lado asiático, o distrito com maior densidade é Uscudar, com 14 760 hab./km², um valor não muito distante dos de Ataşehir e Kadıköy que, como Uscudar, se situam no extremo sudoeste da parte asiática de Istambul.
Nos últimos 50 anos, imigraram para Istambul mais de dez milhões de pessoas, provenientes de todas as províncias da Turquia. Estima-se que apenas 14% da população atual da cidade tenha raízes locais. O número de residentes em Istambul originários das províncias de Sivas, Sinope, Baiburte, Ardacane, Erzinjane, Guiressum e Castamonu é superior ao das populações dessas províncias. A maior comunidade de imigrantes internos de Istambul, proveniente da província de Sivas, contava com cerca de 680 mil membros em 2007, enquanto que a população da província era de cerca de 630 mil habitantes. A imigração proveniente de Castamonu ainda é mais drástica: em 2007 viviam em Istambul cerca de 516 mil pessoas provenientes dessa província cuja população não chega aos 360 mil habitantes. Segundo as estatísticas oficias, em 2007 residiam em Istambul 42 228 estrangeiros.
Apesar de, ao longo da sua história, Istambul sempre ter sido uma das maiores cidades da Europa e do mundo, a população triplicou nas últimas três décadas e é atualmente 12 vezes maior do que o que era em 1945, quando viviam na cidade 1 078 000 pessoas. Em 1955 a população já tinha ultrapassado o milhão e meio; em 1990 era 7 309 000 e em 2000 atingiu os dez milhões. Nos últimos anos, todos os distritos e bairros da cidade viram a sua população aumentar exceto Eminönü, no centro histórico, e Şile, um distrito à beira do mar Negro 70 km a nordeste do centro.
A população de Constantinopla / Istambul variou bastante ao longo da sua história. Em 330, no tempo de Constantino, tinha 40 mil habitantes. No fim desse século já tinha 400 mil. De 530 a 715 a população decresceu de 550 para 300 mil; em 950 já tinha crescido para 400 mil. Em 1200 residiam na cidade apenas 150 mil pessoas e após a conquista dos otomanos a população não ultrapassava os 36 mil, duplicando nos 20 anos seguintes e atingindo os 600 mil em 1566. O censo de 1817 registava 500 mil. A população cresceu durante o século XIX, ultrapassando o milhão de habitantes em 1897, mas voltou a diminuir progressivamente até à década de 1920 (680 587 em 1927), para o que contribui a perda de estatuto de capital e a fuga de gregos e arménios. Desde a década de 1930 que a população não para de crescer, embora isso também se deva, em parte, à integração administrativa de distritos limítrofes.

Apesar das flutuações de população, a cidade esteve até muito recentemente quase sempre entre a três ou cinco maiores cidades do mundo, desde que Constantino a tornou a sua capital no século IV, inclusivamente nos períodos menos prósperos, entre os séculos XI a XIII. Até essa altura foi a maior cidade da Europa e inclusive do mundo até ao século VIII, quando foi ultrapassada, primeiro por Bagdade e depois por uma ou outra cidade do Extremo Oriente. Após estar ausente do "top" das maiores cidades do mundo nos séculos XIV e XV, em 1500 voltaria a ser a maior cidade da Europa, situação que manteria até cerca de 1750, quando foi ultrapassada por Londres. Em 1600 rivalizava com Pequim como a urbe mais populosa do mundo. Só no último quartel do século XIX deixaria de ser a maior metrópole da Europa. Atualmente é de novo a cidade mais populosa da Europa.
| Ano  | População |
| ---- | --------- |
| 330  | 40 000    |
| 400  | 400 000   |
| 530  | 550 000   |
| 545  | 350 000   |
| 715  | 300 000   |
| 950  | 400 000   |
| 1200 | 150 000   |
| 1453 | 36 000    |

| Ano  | População |
| ---- | --------- |
| 1477 | 70 000    |
| 1566 | 600 000   |
| 1817 | 500 000   |
| 1860 | 715 000   |
| 1890 | 874 000   |
| 1897 | 1 059 000 |
| 1901 | 942 900   |
| 1914 | 909 978   |

| Ano  | População  |
| ---- | ---------- |
| 1927 | 680 857    |
| 1935 | 741 148    |
| 1945 | 860 558    |
| 1955 | 1 268 771  |
| 1965 | 1 742 978  |
| 1975 | 2 547 364  |
| 1985 | 5 475 982  |
| 2000 | 8 803 468  |
| 2007 | 11 372 613 |

### Grupos étnicos e religião

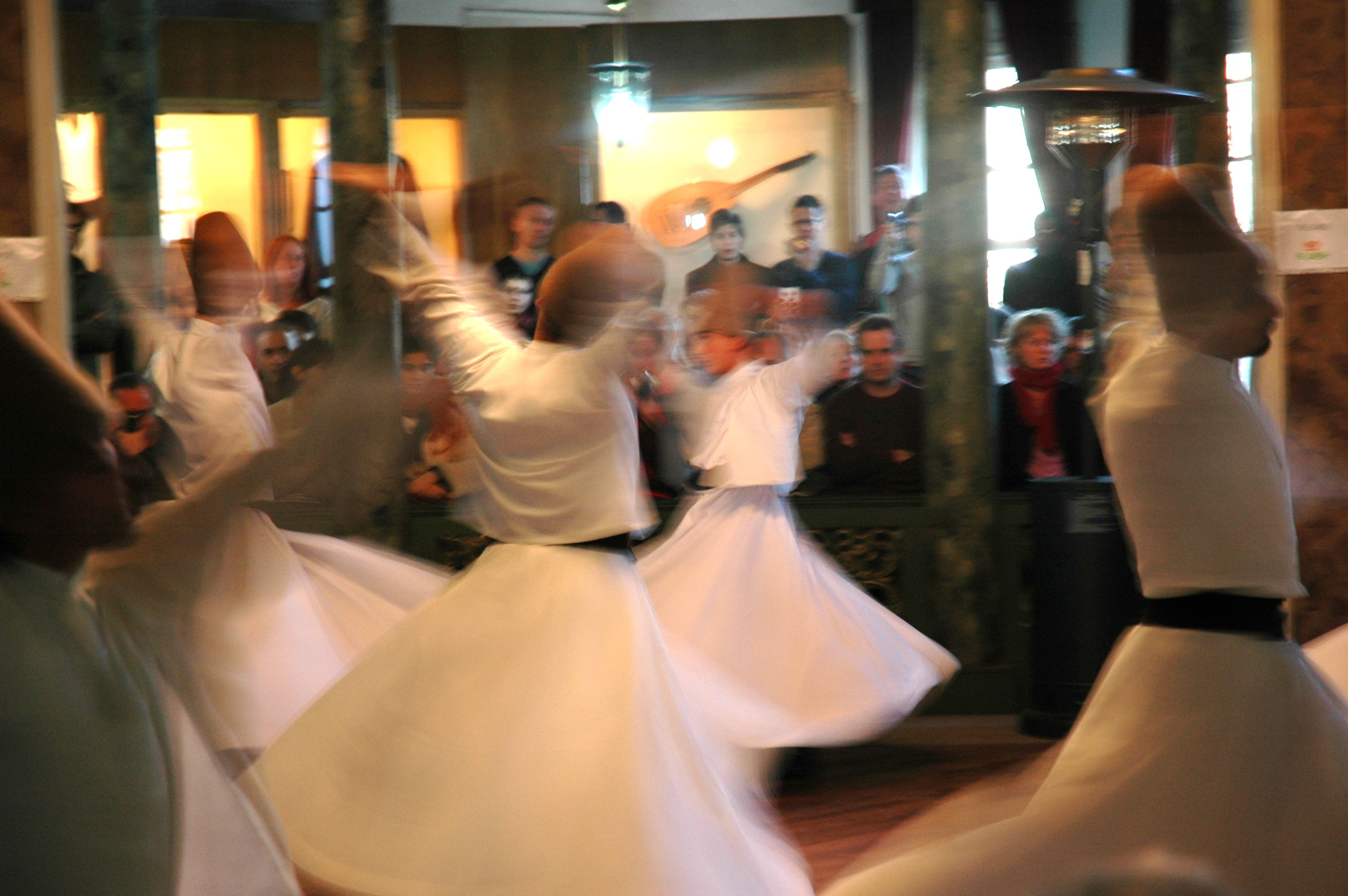
Dervixes rodopiantes no Galata Mevlevihanesi (espécie de convento de dervixes)

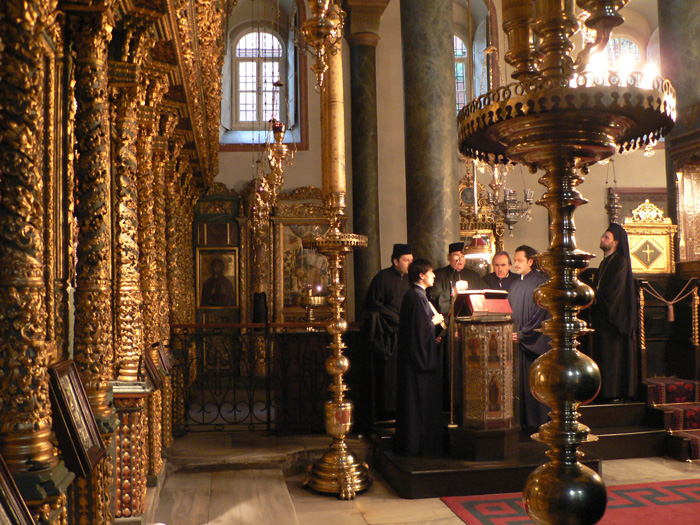
Sacerdotes ortodoxos gregos no interior da Catedral de São Jorge, sede do Patriarca Ecuménico de Constantinopla

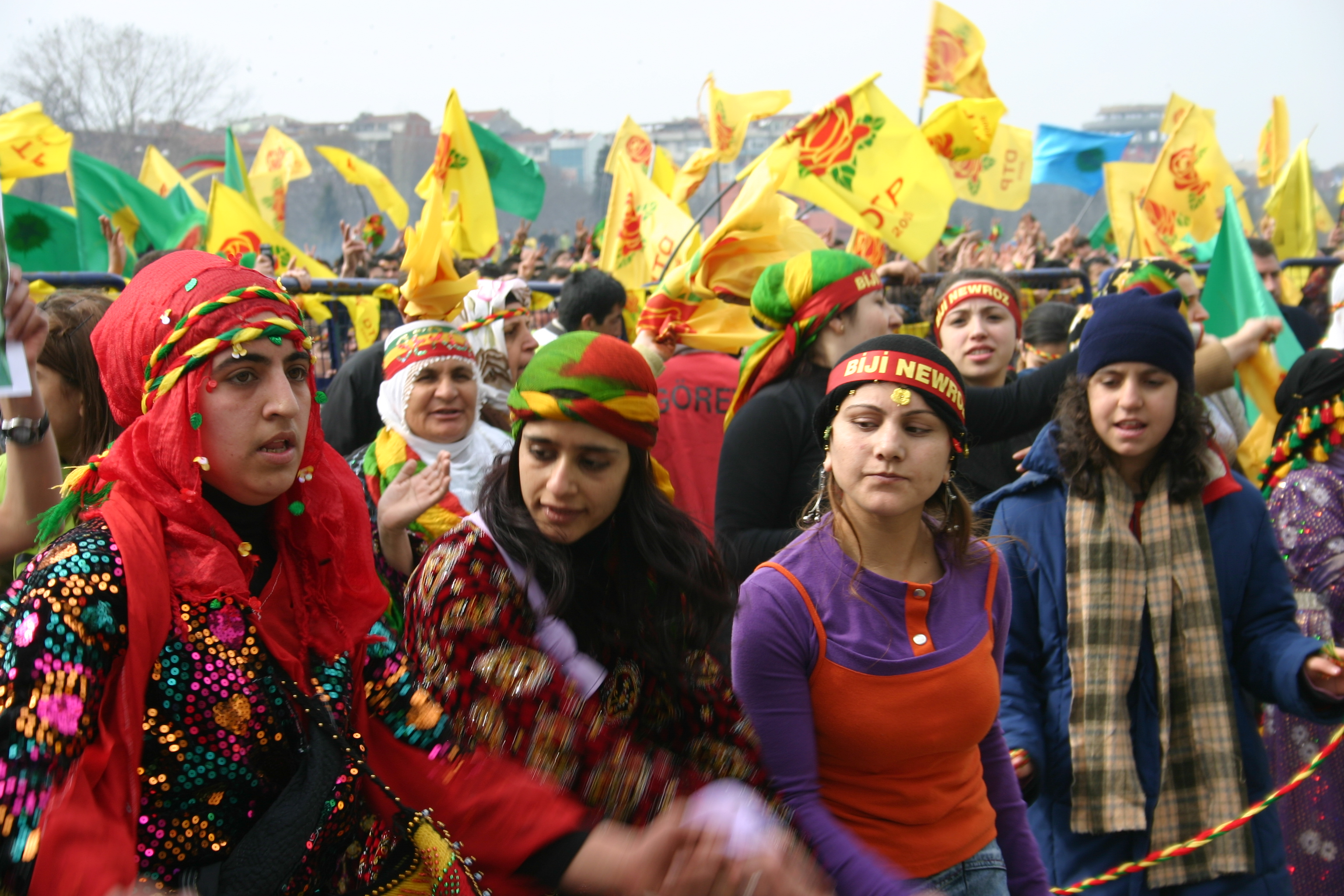
Curdos de Istambul celebrando o Nevruz, o Ano Novo persa

Istambul (ou Constantinopla) foi uma cidade muito cosmopolita ao longo da sua história, onde sempre conviveram muitas comunidades estrangeiras e diversas religiões, apesar da sua situação de grande capital, primeiro do Cristianismo e depois do Islão. Constantinopla rivalizou durante mais de um milénio com Roma como capital da Cristandade e mesmo depois da conquista muçulmana continuou a ser a sede da Igreja Ortodoxa. Um dos líderes ortodoxos mais reverenciados do mundo ainda é o Patriarca Ecuménico de Constantinopla, que reside em Istambul. Principalmente após Selim I ter conquistado Meca no início do século XVI, Istambul tornou-se a capital do mundo islâmico e os sultões otomanos eram simultaneamente califas, uma situação que se manteve até aos primeiros meses da república turca.
Atualmente é complicado saber ao certo qual é a "etnia" da maior parte da população da Turquia em geral e de Istambul em particular. É frequente considerar-se que a maior parte da população da Turquia é de "etnia turca" (entre 70 e 88%, conforme as fontes). No entanto, atendendo à grande diversidade de povos que habitaram o que é hoje a Turquia desde há milhares de anos, à inevitável miscigenação, ao carácter multiétnico e multicultural do Império Otomano e ao facto de oficialmente todos os cidadãos nacionais serem turcos, não há certezas quanto à verdadeira origem étnica da maioria da população dita "turca", sendo que é provável que uma parte considerável não seja diretamente aparentada com os povos turcomanos asiáticos aos quais se associa historicamente o termo "turco".
No período otomano, todos os muçulmanos sunitas eram considerados turcos, mesmo que não falassem turco, enquanto que os não muçulmanos ou muçulmanos não sunitas eram considerados não turcos mesmo que falassem turco. Segundo um estudo levado a cabo pela consultora Konda em 2006, 81,33% da população identificava-se como turca, mas é interessante notar que no mesmo estudo 4,45% identificavam-se como "cidadãos da República da Turquia", apenas 8,61% como curdos (apesar de muitas estimativas apontarem para mais o dobro), e 0,18% yörük (quando as estimativas apontam para cerca de 1%). Muitos membros, senão mesmo a maior parte, das minorias étnicas da Turquia assimilaram a cultura dominante, num processo que em alguns casos foi iniciado no período medieval seljúcida.
A maior parte das minorias religiosas presentes na Turquia, quer muçulmanas, quer de outros credos, principalmente as menos numerosas, concentra-se sobretudo em Istambul. A nível nacional, 70 a 85% da população é muçulmana sunita, principalmente hanafistas, mas também xafiistas (9%). O grupo religioso mais numeroso a seguir aos sunitas são os alevitas, que constituem entre 15% e 30% da população. Seguem-se os xiitas duodecimanos (em turco: caferilik) não alevitas (entre 0,6% e 4%), mas também há iarsanistas e iazidis. As comunidades sufistas, embora menos importantes que no passado, ainda têm muitos membros e nos últimos anos tem-se assistido a um interesse crescente no misticismo sufista. Em 2007 existiam 2 944 mesquitas em Istambul.
A maior minoria étnica de Istambul é a dos curdos, originários das regiões leste e sudeste da Anatólia — algumas fontes estimam que vivam três milhões de curdos em Istambul, ou seja, cerca de 25% da população total da cidade. Istambul é a cidade com mais curdos em todo o mundo e rivaliza em número de curdos com a população das províncias turcas tradicionalmente consideradas "mais curdas", as quais juntas têm pouco mais do que cinco milhões e meio de habitantes. Embora a presença curda na cidade remonte ao início do período otomano e no início do século XX muitos dos porteiros de Istambul serem curdos, o grande afluxo de curdos à cidade acelerou imenso desde o início da guerrilha pela independência do Partido dos Trabalhadores do Curdistão (PKK). A maior parte dos curdos são muçulmanos sunitas, mas há alguns que são iazidis e iarsanistas.

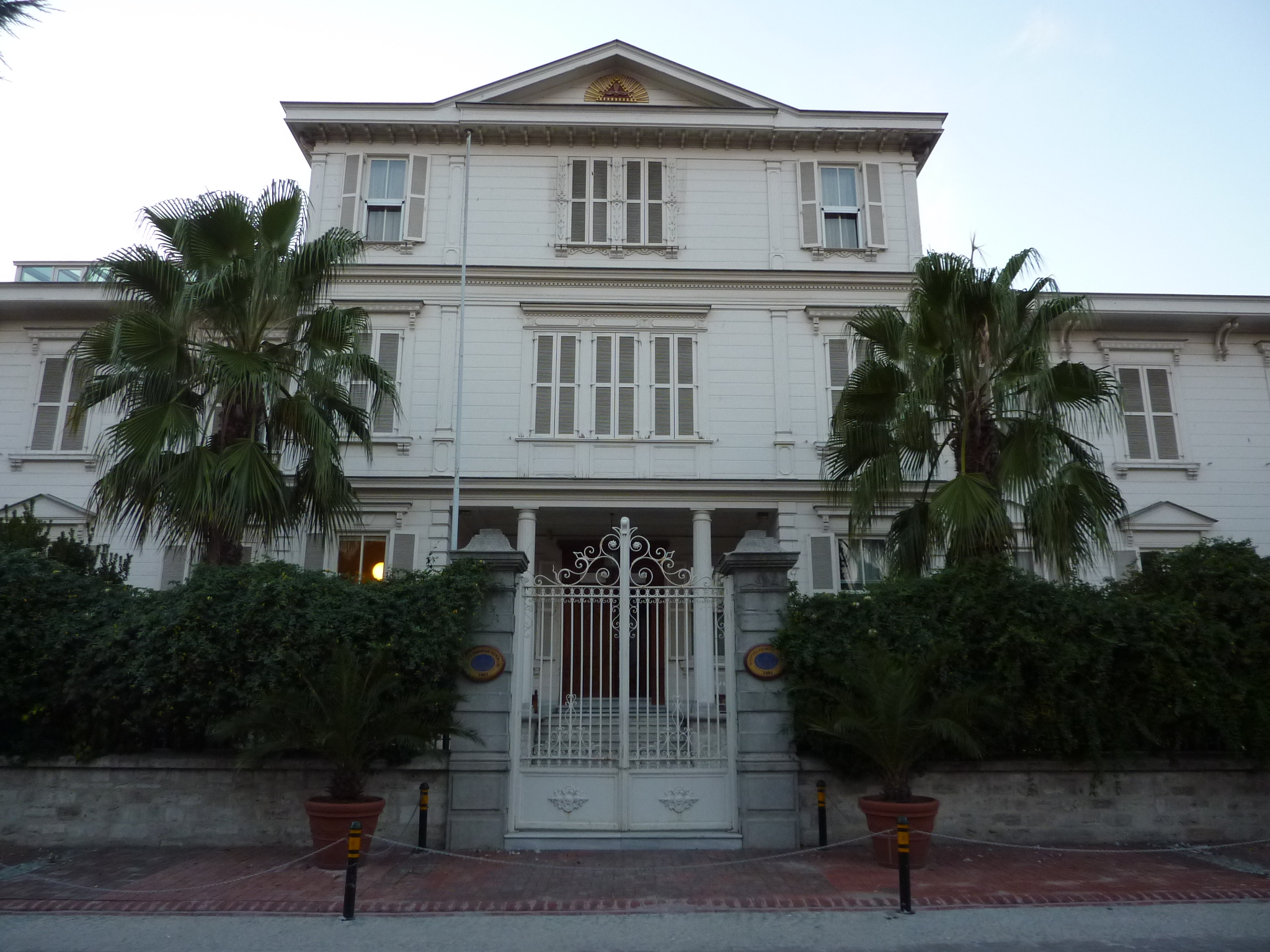
Sede do Patriarcado Arménio de Constantinopla, em Kumkapı, um dos bairros de Istambul onde se encontram mais arménios

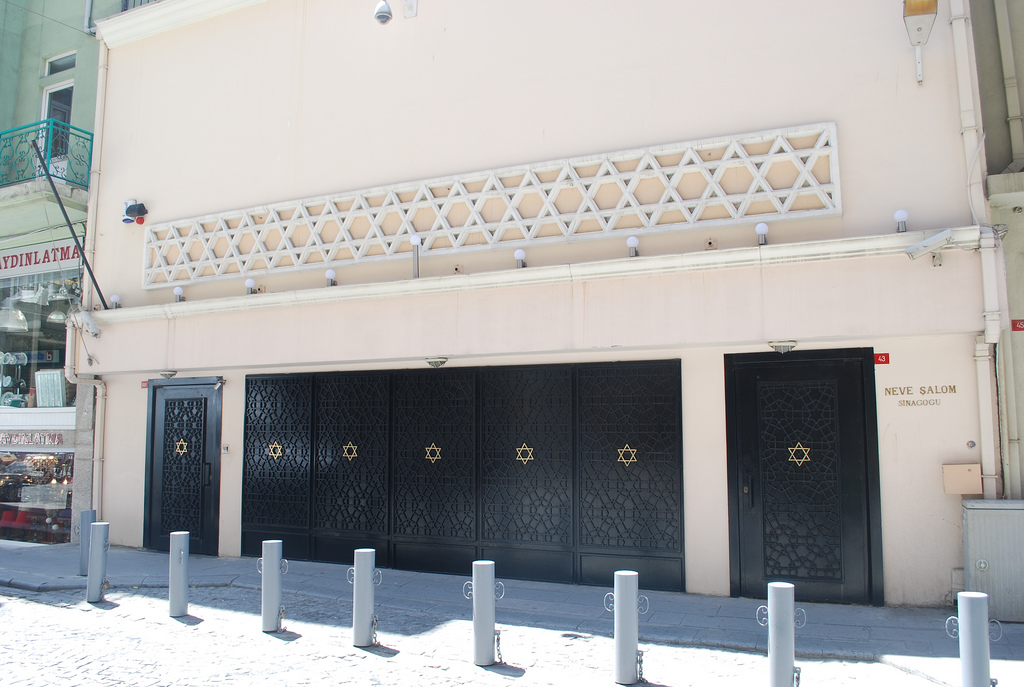
A, em Karaköy, inaugurada em 1951

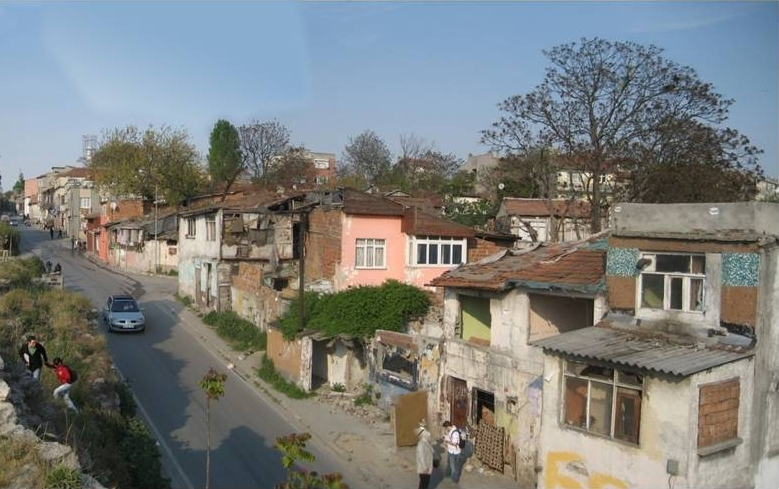
Sulukule, um bairro de gecekondular alegadamente era o mais antigo bairro de ciganos da Europa

Ainda no período bizantino, instalaram-se na cidade, no que é hoje Beyoğlu, muitos italianos, especialmente das repúblicas marítimas de Génova e Veneza, mas também francos, que estão na origem da comunidade de "levantinos" francófonos, que teve bastante importância na cidade até ao século XX, mas atualmente está praticamente desaparecida. Estas comunidades, como os poucos descentes que delas restam, eram católicas.
Outra comunidade importante, tanto em número como em importância económica, que remonta ao período bizantino, é a arménia, que só declinou no século XX, mas ainda perdura e nos últimos anos tem vindo a ser reforçada com imigrantes provenientes da Arménia. Segundo estatísticas oficiais de 2008, viviam em Istambul 45 000 arménios. A esmagadora maioria dos arménios são cristãos ortodoxos e seguidores da Igreja Apostólica Arménia, havendo uma minúscula minoria de seguidores da Igreja Católica Arménia.
Os judeus são outra das comunidades presentes na cidade desde tempos históricos muito recuados. Os otomanos foram geralmente tolerantes para com os judeus, uma tradição que remonta aos primeiros beys (príncipes) do século XIII. Uma parte considerável dos sefarditas expulsos de Portugal e de Espanha no fim do século XV foram acolhidos pelos sultões otomanos. O sultão Bajazeto II (1447-1512) foi ao ponto de enviar o seu almirante Quemal Reis a Cádis para recolher judeus espanhóis e levá-los para o império otomano. Mais de 150 000 judeus expulsos de Espanha procuraram refúgio no Império Otomano e a estes juntaram-se alguns anos depois muitos judeus expulsos de Portugal. Além dos sefarditas ibéricos, ao longo dos séculos seguintes, também imigraram para o império, sobretudo para Istambul e outras cidades maiores, dezenas de milhares de asquenazes e caraítas provenientes da Europa de leste.
Antes destas vagas de imigração judaica já havia judeus em Istambul, alguns aí instalados desde o período bizantino. No entanto, a maior e mais influente comunidade judaica da cidade foi e continua a ser a sefardita, a qual representa 96% dos total de judeus turcos. Apesar das gerações mais novas terem como primeira língua o turco, o ladino (judeu-espanhol) ainda é muito usado e é a língua em que os mais velhos são mais fluentes. Ao longo da primeira metade do século XX a população judia da Turquia, a maioria dela de Istambul, manteve-se estável em cerca de 90 000 pessoas. Após a fundação de Israel iniciou-se uma emigração contínua de judeus turcos para esse novo país. Dependendo das fontes, o número total de judeus na Turquia deverá ser cerca de 20 000.
À parte da comunidade judia de Esmirna, que se estima ter 2 500 a 3 500 pessoas, quase todos os judeus da Turquia vivem em Istambul.
Os gregos, que desde a fundação da cidade foram a comunidade mais importante, perderam importância após a conquista turca. Apesar disso, só com a república perderam protagonismo na vida da cidade, inclusivamente a nível político — um exemplo que reflete isso é facto do Patriarca de Constantinopla ter sido um membro destacado do sistema político otomano desde o reinado de Maomé II, o Conquistador. Em 1924, quando da troca de populações entre a Grécia e a Turquia que se seguiu à guerra de independência turca e ao estabelecimento da república, da qual ficaram excluídos os gregos de Istambul, viviam na cidade 200 000 gregos étnicos. O número foi diminuindo, principalmente após o pogrom de 1955, e em 1995 estimava-se que não restassem mais do que 25 000. Apesar disso, continuavam a ser uma das comunidades mais prósperas. Segundo dados de 2008, estimavam-se entre 3 a 4 mil o número de gregos na Turquia, quase todos a residir em Istambul. Em contrapartida, no mesmo ano havia 60 000 gregos de origem turca residentes na Grécia que ainda mantinham a cidadania turca. À parte de uma minúscula minoria de católicos bizantinos gregos, a esmagadora maioria dos gregos de Istambul são cristãos ortodoxos, à semelhança do que acontecia no passado.

## Governo e política

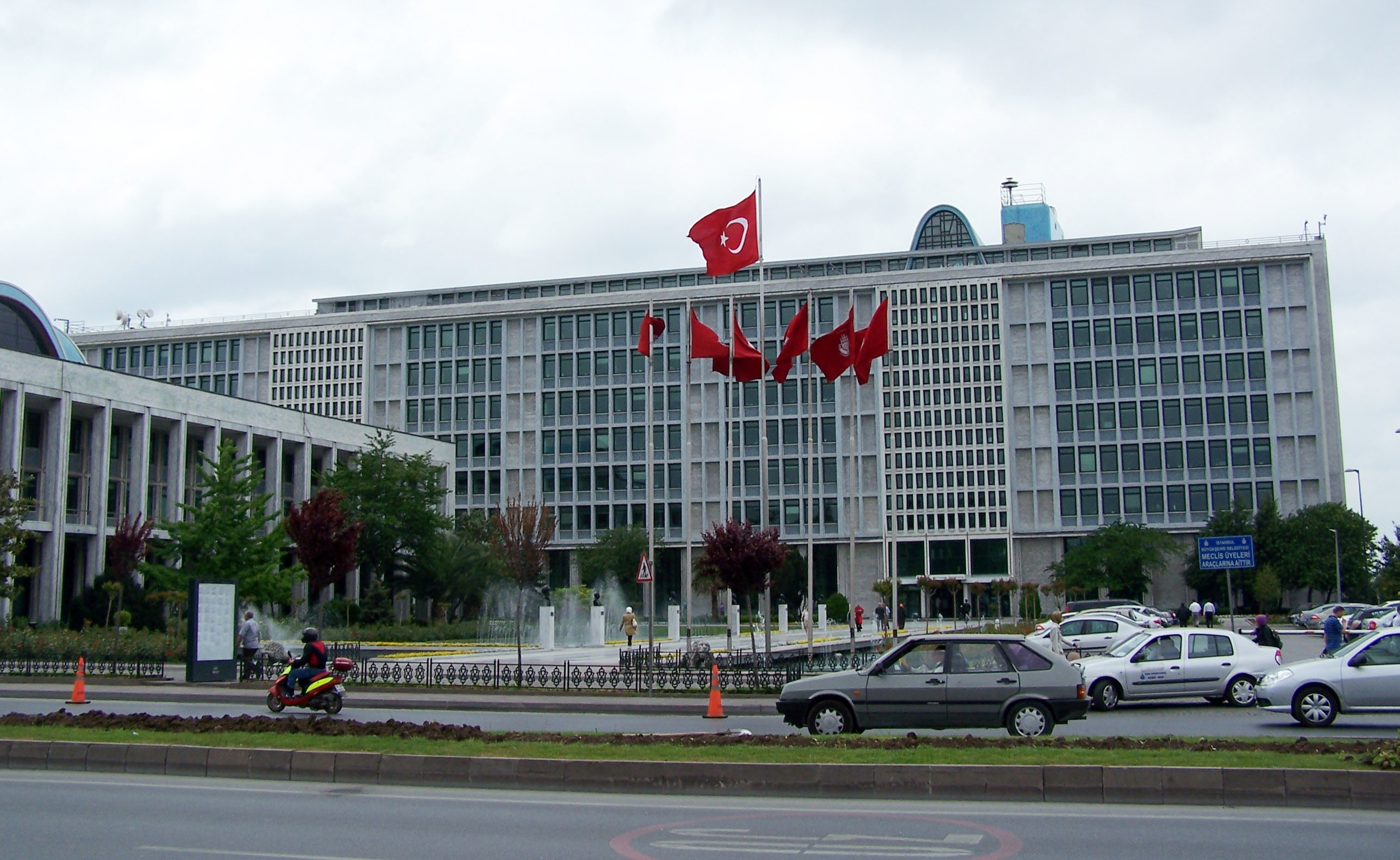
Sede da İstanbul Büyükşehir Belediyesi (Municipalidade Metropolitana de Istambul)

Os limites e divisões administrativas da área metropolitana de Istambul coincidem com as da província homónima desde 2004. Existem 39 distritos (municípios; em turco: ilçeler), os quais, como a generalidade dos distritos turcos, são administrados por um prefeito (belediye başkanı) eleito democraticamente a cada cinco anos e por um governador (kaymakam) nomeado pelo governo central turco. Existe ainda um governador provincial (vali), também nomeado pelo governo central de Ancara. O atual (2011) governador de Istambul é Hüseyın Avnı Mutlu, em funções desde 31 de maio de 2010.
Acima dos municípios "menores", a área metropolitana tem uma administração municipal, a İstanbul Büyükşehir Belediyesi ("Municipalidade Metropolitana de Istambul"), que coordena a gestão dos municípios no sentido de haver coerência nas respetivas políticas e solidariedade entre os municípios. Por exemplo: os orçamentos aprovados por cada distrito podem ser emendados pelo conselho municipal metropolitano. Além disso, a "municipalidade metropolitana" tem a seu cargo a gestão de serviços comuns, como transportes, saneamento, obras de maior envergadura e regulamentação de alguns aspetos da vida da cidade, nomeadamente taxas.
Além do prefeito, os dois organismos superiores da Municipalidade Metropolitana são o Belediye Meclisi (Conselho ou Assembleia Municipal) e o Encümen (Comité Executivo; lit: Conselho da Cidade). O primeiro é um órgão colegial presidido pelo prefeito, onde um quinto dos seus membros é composto por representantes dos municípios distritais e os restantes (onde se inclui o prefeito) são eleitos de cinco em cinco anos. O Encümen é composto por pessoas escolhidas pelo presidente eleito da Municipalidade Metropolitana, presidido por este ou por alguém por ele designado; é um órgão eminentemente executivo, embora tenha algum poder de decisão e também atue como conselho consultivo do município.
O atual (2011) prefeito de Istambul é Kadir Topbaş, militante do CHP. A sede do município metropolitano de Istambul ocupa um edifício construído entre 1953 e 1960 no bairro de Saraçhane, no distrito de Fatih. Em 2001 foi lançado um concurso de arquitetura para a construção de uma nova sede em Caglayan, no distrito de Kâğıthane, o qual foi ganho pela empresa do arquiteto istambulita Emre Arolat.

### Subdivisões administrativas

Mapa dos distritos de Istambul

Pode dizer-se que Istambul tem três centros devido à divisão criada pelo Bósforo e pelo Corno de Ouro: um na península a sul do Corno de Ouro onde foi fundada Bizâncio, cujo principal marco é Sultanahmet, outro na outra margem do Corno de Ouro, cujo principal marco é a Praça Taksim, e outro em Uscudar e Kadıköy, no lado oriental do Bósforo. Os distritos dos centros históricos são principalmente: Fatih, que grosso modo ocupa o que foi a capital bizantina, Beyoğlu, Uscudar e Kadıköy. Zeytinburnu, a extremidade sul de Eyüp, Beşiktaş, Şişli e os distritos envolventes, todos na parte europeia, também têm grande concentração de bairros antigos.
Alguns distritos mais distantes dos centros são de carácter mais rural do que propriamente urbano, como se pode inferir da sua baixa densidade populacional. Exemplos disso são principalmente Çatalca e Silivri na extremidade ocidental, Arnavutköy a noroeste e Şile na extremidade nordeste, e Adalar, um arquipélago na parte leste do mar de Mármara, mas também Çekmeköy, na parte asiática. Beykoz só é densamente urbanizado na extremidade sul junto ao Bósforo. Eyüp e Sarıyer, a norte do centro europeu, têm zonas densamente urbanizadas (o último nem tanto, concentrando-se sobretudo nas margens do Bósforo e uma outra zona junto ao mar Negro) e grandes áreas de terreno não urbanizado, nomeadamente de floresta. Algo semelhante se passa com Pendik e Tuzla, cujas áreas mais a norte são pouco povoadas, ao contrário das áreas mais a sul. Além dos distritos, há centenas de bairros em Istambul, alguns deles conhecidos internacionalmente e com algum tipo de personalidade administrativa.

### Cidades gémeas
Istambul tem acordos de geminação e/ou de cooperação com mais de cinquenta cidades de todos os continentes. A primeira cidade gémea de Istambul foi o Rio de Janeiro, cujo protocolo respetivo data de 1965.

## Economia

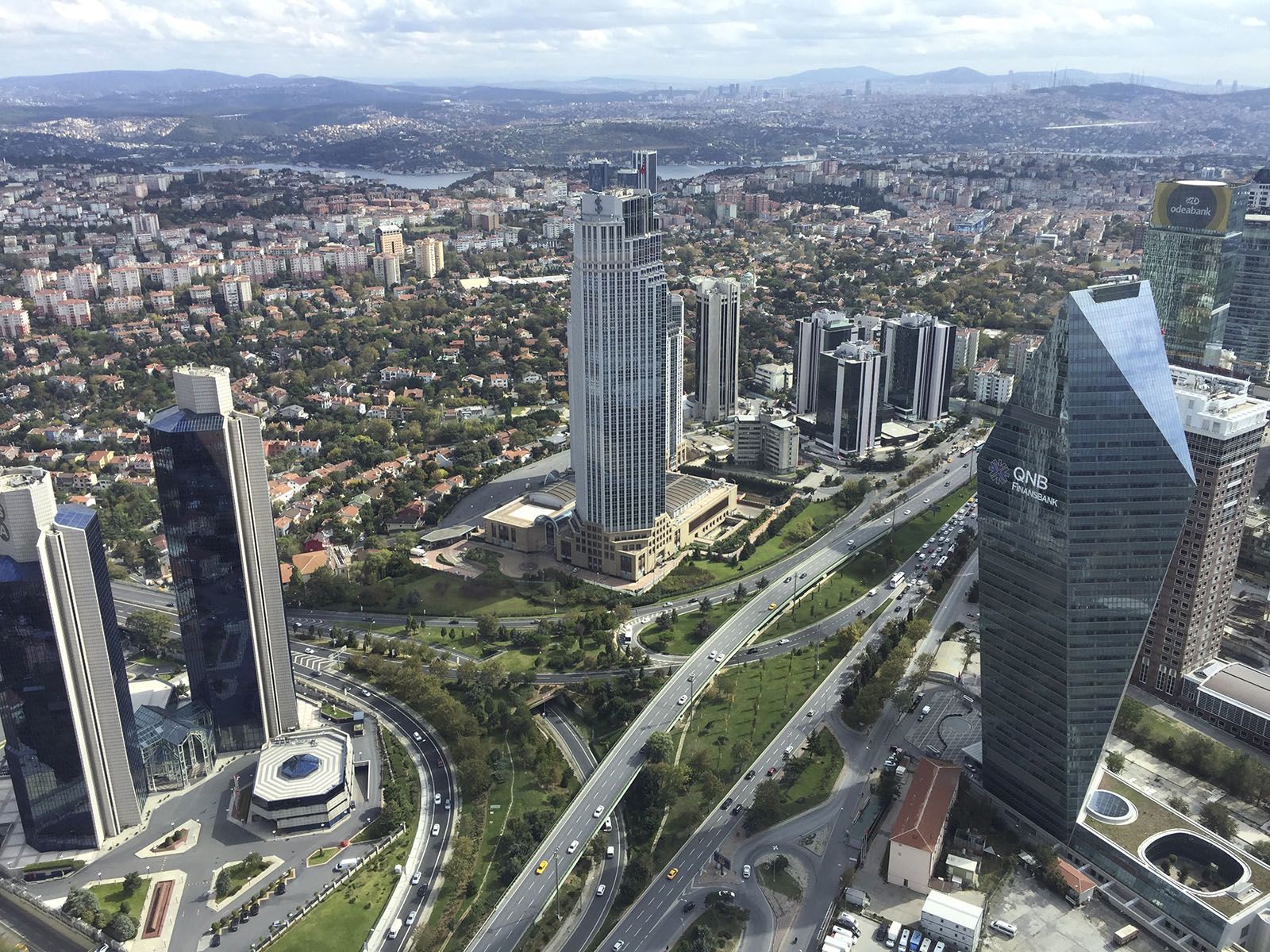
Vista de Levent, um dos principais centros financeiros da cidade

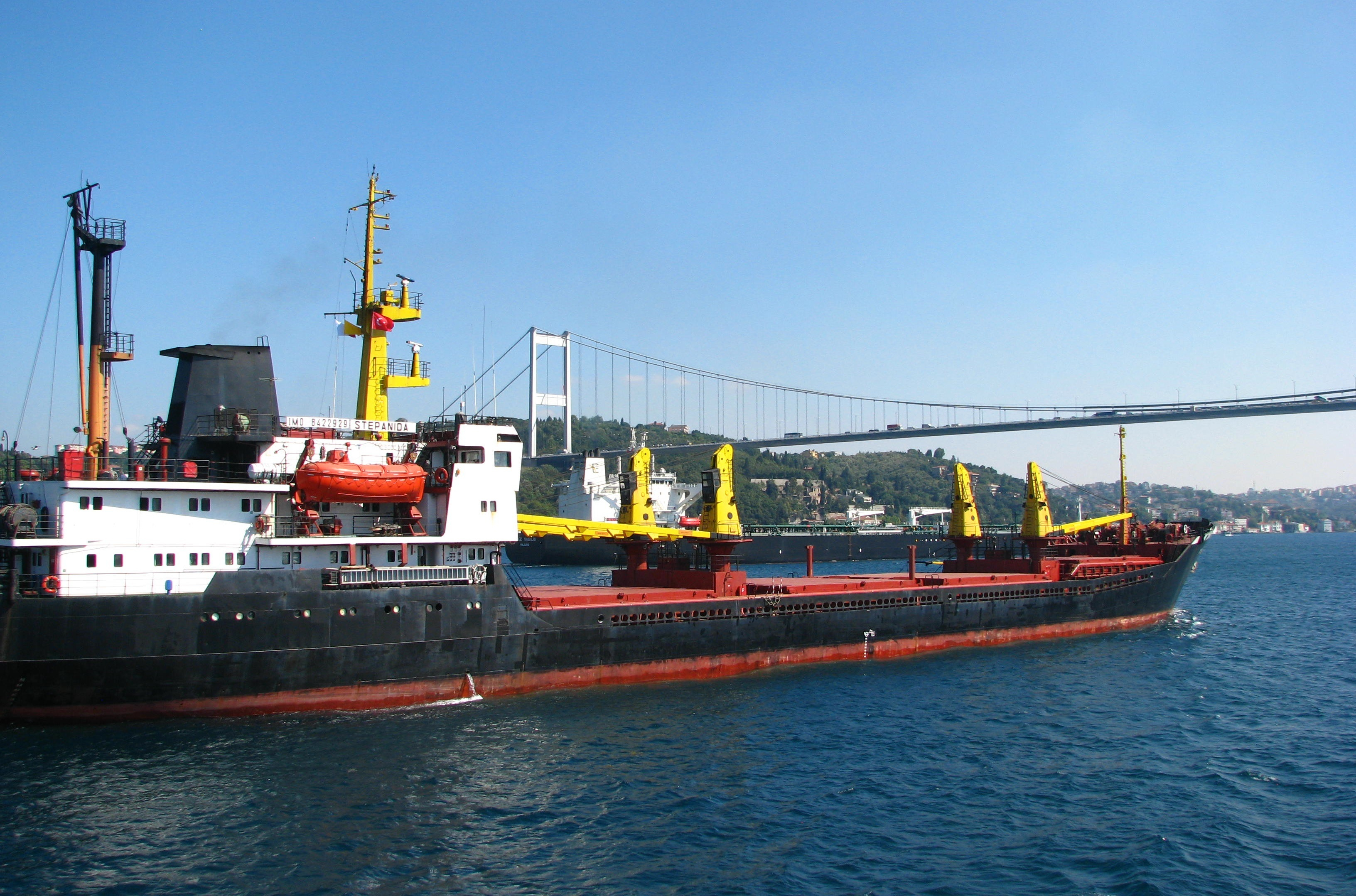
O Bósforo, única rota para o mar Negro, é uma das vias marítimas mais movimentadas do mundo

Além de ser a maior cidade e a antiga capital do país, Istambul foi sempre o centro da vida económica da Turquia, para o que contribui em grande medida a sua localização numa encruzilhada de rotas comerciais internacionais terrestres e marítimas. A metrópole é igualmente o maior centro industrial e financeiro da Turquia, onde estão cerca de 20% dos empregos na indústria e 38% da área industrial do país (dados de 2000). Em 2000 Istambul era responsável por 55% do comércio, 45% do comércio grossista, 21% do PIB e 27,5% do PNB da Turquia. No mesmo ano, 40% das receitas de impostos cobrados a nível nacional provinham de Istambul. Em 2006, a cidade era responsável por 27,5% do consumo nacional e nela estavam sediados 35% dos depósitos bancários; 20% das dependências bancárias turcas encontram-se em Istambul.
Em 2006 o PIB de Istambul foi de 133 mil milhões * de dólares US, mais do triplo do que Ancara e mais elevado do que o de grandes cidades mundiais como Berlim, Pequim ou Singapura. A cidade foi considerada a 34ª mais rica do mundo pela consultora PricewaterhouseCoopers. Em 2005 as empresas baseadas em Istambul exportaram bens no valor de 41,397 mil milhões *US$ e importaram 69 883 mil milhões US$, o que correspondeu, respetivamente, a 56,6% e 60,2% do total da Turquia nesse ano. A distribuição do rendimento entre a população é muito pouco uniforme. Em 1994, 20% dos mais ricos usavam 64% dos recursos, enquanto os 20% mais pobres usavam apenas 4%. De acordo com a revista Forbes, Istambul tinha 35 bilionários em março de 2008, o que a colocava como quarta cidade do mundo com mais bilionários. Em 2007 havia 43 centros comerciais em Istambul e estavam em construção mais 35, além de mais 30 em fase de projeto.
Entre os setores industriais mais relevantes podem destacar-se os de processamento de alimentos, bebidas alcoólicas, têxtil, química petroquímica, borracha, metalurgia, curtumes, indústria farmacêutica, eletrónica, vidro, maquinaria, indústria automobilística e de veículos de transporte, papel e produtos de papel. As principais produções agrícolas da província são algodão, fruta, azeite, seda e tabaco.
O turismo é uma atividade económica de grande importância na cidade. Há centenas de hotéis (em 2006 estavam registados 338 estabelecimentos hoteleiros) e milhares de empresas ligadas ao turismo. Em 2000 a cidade foi visitada por cerca de 1 750 000 turistas e em 2006 cerca de cinco milhões de estrangeiros entraram na Turquia pelos dois principais aeroportos de Istambul — o Aeroporto Atatürk (substituído em 2019 pelo novo Aeroporto de Istambul) e o Aeroporto Sabiha Gökçen. Em 2007 estavam em construção ou em projeto 30 hotéis de cinco estrelas e apesar da abundante oferta hoteleira já então existente, estimava-se que os novos hotéis não fossem suficientes para satisfazer a procura nos anos seguintes.

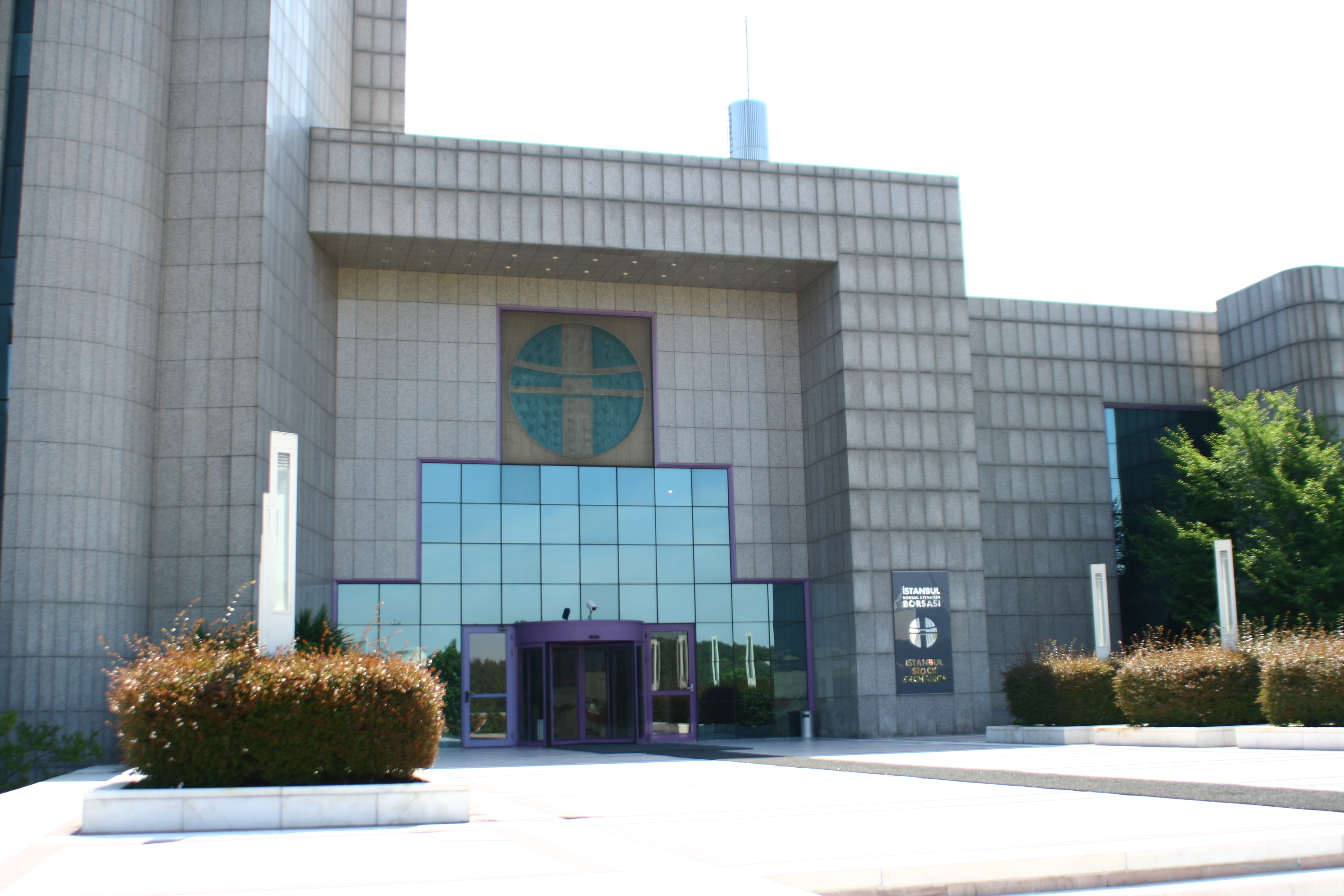
Sede da Bolsa de Valores de Istambul

A única bolsa de valores da Turquia, a İstanbul Menkul Kıymetler Borsası (İMKB; em inglês: ISE), tem a sua sede em Istambul. Embora a sua origem remonte a 1866, quando foi criado o Dersaadet Tahvilat Borsası e desde essa altura sempre tenha havido uma bolsa na cidade, a importância passou a ser residual depois da depressão de 1929. Nos anos 1980 o governo turco decidiu reavivar o mercado de valores mobiliários e em 1985 foi criada a instituição atual. Desde 1995 que a sede é no bairro de İstinye, situado a norte da Ponte Fatih Mehmet.
Durante o século XIX e o início do XX, o centro financeiro do Império Otomano foi a Bankalar Caddesi (Rua dos Bancos, também conhecida por Rua Voyvoda), em Gálata. Aí se situavam as sedes das principais instituições financeiras, nomeadamente a bolsa e o banco central otomano, fundado em 1856 com o nome de Bank-ı Osmanî (Banco Otomano) e posteriormente reorganizado e rebatizado de Bank-ı Osmanî-i Şahane (Banco Imperial Otomano) em 1863. A Bankalar Caddesi continuou a ser o centro financeiro de Istambul até à década de 1990, quando a maior parte dos bancos turcos transferiram as suas sedes para os bairros modernos de Levent e Maslak.

### Turismo
Ver também as secções: Bairros e Cultura

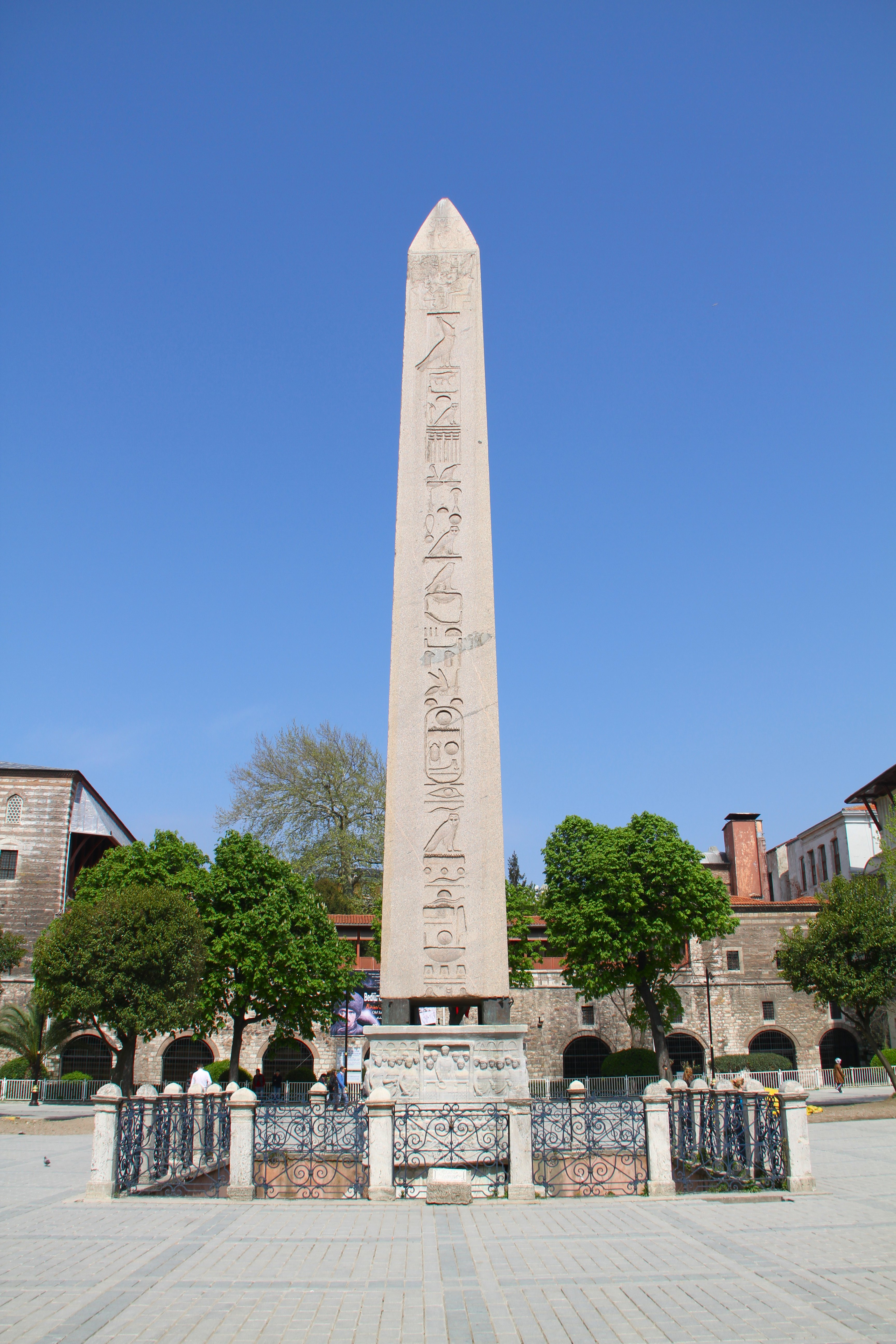
Obelisco de Teodósio

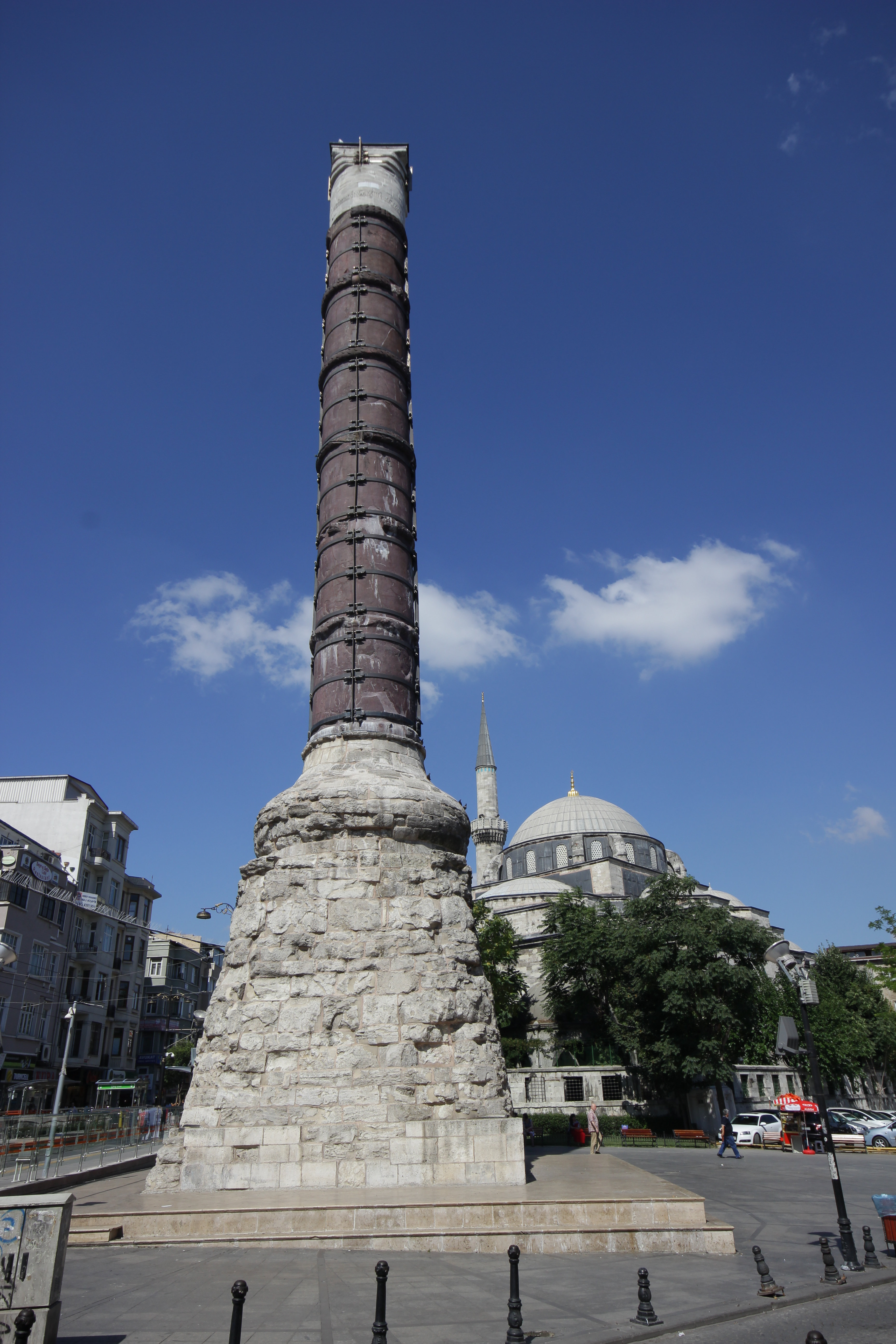
Coluna de Constantino

A beleza e situação estratégica do local onde a cidade se encontra, a sua rica e extensa história, patente nos inúmeros monumentos, a mistura única de Ocidente e Oriente, decorrente não só da sua localização entre dois continentes, mas também da cultura dos seus habitantes do presente e do passado, a vida intensa nas suas ruas e praças, o contraste e harmonia entre o facto da cidade ser simultaneamente uma metrópole europeia e asiática, onde se encontram locais onde se tem a sensação de que não devem ter mudado muito desde há centenas de anos até às zonas mais modernas que não destoariam em qualquer grande capital europeia ocidental, desde aquilo que foi a maior igreja da Cristandade durante mil anos até aos arranha-céus e centros comerciais mais modernos, passando por muitas dezenas de monumentos otomanos que durante séculos inspiraram os artistas ocidentais pelo seu exotismo e luxo, tudo contribui para fazer de Istambul um destino turístico de eleição para milhões de turistas que visitam anualmente a cidade.
Uma parte considerável da chamada península histórica de Istambul, situada no distrito de Fatih e mais ou menos centrada em Sultanahmet, está classificada como Património Mundial pela UNESCO desde 1985. A cidade foi também Capital Europeia da Cultura em 2010.
Dada a enorme riqueza monumental, cultural e paisagística de Istambul, é muito complicado encontrar critérios minimamente imparciais e objetivos para enumerar os monumentos e locais turísticos que se podem considerar "mais importantes". A lista que se segue é assumidamente e inevitavelmente incompleta e foi baseada principalmente nos guias Lonely Planet de Istambul (edição de 2002) e Rough Guide da Turquia (edição de 2003).
Um ponto obrigatório de qualquer visita turística em Istambul é a área de Sultanahmet, onde se situava o centro da Bizâncio romana e da Constantinopla bizantina e otomana. A praça tem o nome do sultão Amade I (1590-1617), que ali construiu a grande mesquita que também tem o seu nome (mais conhecida como Mesquita Azul), ocupa o lugar do hipódromo romano. Na mesma área situava-se uma das alas do grandioso Grande Palácio dos imperadores bizantinos, do qual apenas restam algumas ruínas postas a descoberto por escavações e alguns mosaicos de grandes dimensões em exposição no Museu dos Mosaicos do Grande Palácio, situado numa das ruas em volta da praça. A praça é dominada pela Mesquita Azul no lado sudoeste e pela Basílica de Santa Sofia a nordeste. Ao lado da mesquita situa-se o que era o hipódromo, onde se encontra o Museu de Arte Turca e Islâmica e se erguem dois obeliscos, um deles, o chamado Obelisco de Teodósio, trazido do Templo de Carnaque, no Egito. Entre a mesquita e Santa Sofia encontram-se diversos monumentos importantes, como por exemplo, o türbe (mausoléu) de Amade I, onde também se encontram sepultados outros membros da família imperial otomana, e os Banhos de Roxelana (século XVI). Numa das extremidades encontra-se a mais impressionantes das muitas cisternas bizantinas da cidade, a Cisterna da Basílica, cujo nome em turco denuncia a sua grandeza: Yerebatan Sarayı (Palácio Subterrâneo).

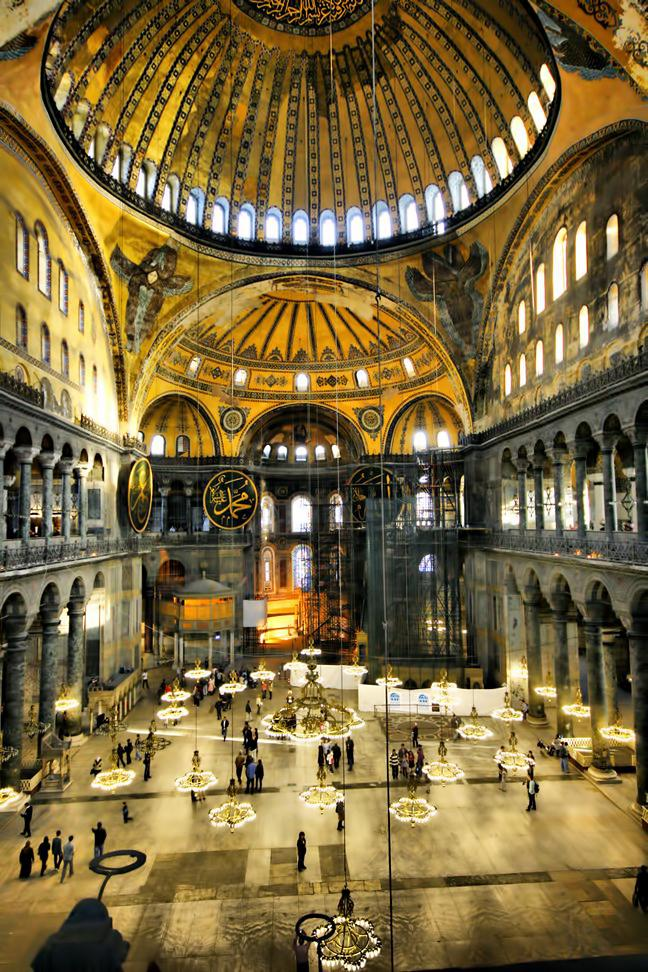
Interior da Basílica de Santa Sofia

A Basílica de Santa Sofia, construída no século VI, foi a maior igreja do mundo até 1453, quando foi transformada em mesquita. Se tivesse continuado a ser igreja, continuaria a ser a maior do mundo até 1590, quando foi terminada a cúpula da Basílica de São Pedro, em Roma, a qual é pouco maior que Santa Sofia. A basílica não impressiona apenas pela sua dimensão, mas por toda a sua arquitetura, iluminação, mosaicos bizantinos, as adições otomanas enquanto foi mesquita e ao facto de ter resistido aos inúmeros sismos que assolaram Istambul e que destruíram várias construções muito posteriores.
Atrás de Santa Sofia e separado pela pitoresca Soğukçeşme Sokağı (Rua da Fonte Fria) encontra-se o vasto Palácio de Topkapı, a sede do poder otomano durante quase quatro séculos. Além da arquitetura, o palácio tem diversas exposições museológicas de grande valor, jardins e vistas privilegiadas sobre toda cidade, o Corno de Ouro, o Bósforo e o mar de Mármara. O palácio é parcialmente rodeado pelo Parque Gülhane, onde também se encontram os Museus Arqueológicos de Istambul, que além de incluir um dos maiores museus arqueológicos do mundo, tem também dois museus de antiguidades orientais e arte islâmica.
No emaranhado de ruas próximas de Sultanahmet, são de referir duas obras-primas da arquitetura de Istambul: a Mesquita de Sokollu Mehmet Paşa, construída em 1572 pelo grande arquiteto otomano Sinan, autor de algumas das mesquitas mais famosas da cidade, e a Igreja de São Sérgio e São Baco. Esta é mais conhecida como Pequena Santa Sofia (em turco: Küçuk Ayasofya) e foi construída alguns anos antes da Basílica de Santa Sofia e foi um modelo para ela. No início do século XVI foi transformada em mesquita, função que ainda mantém.

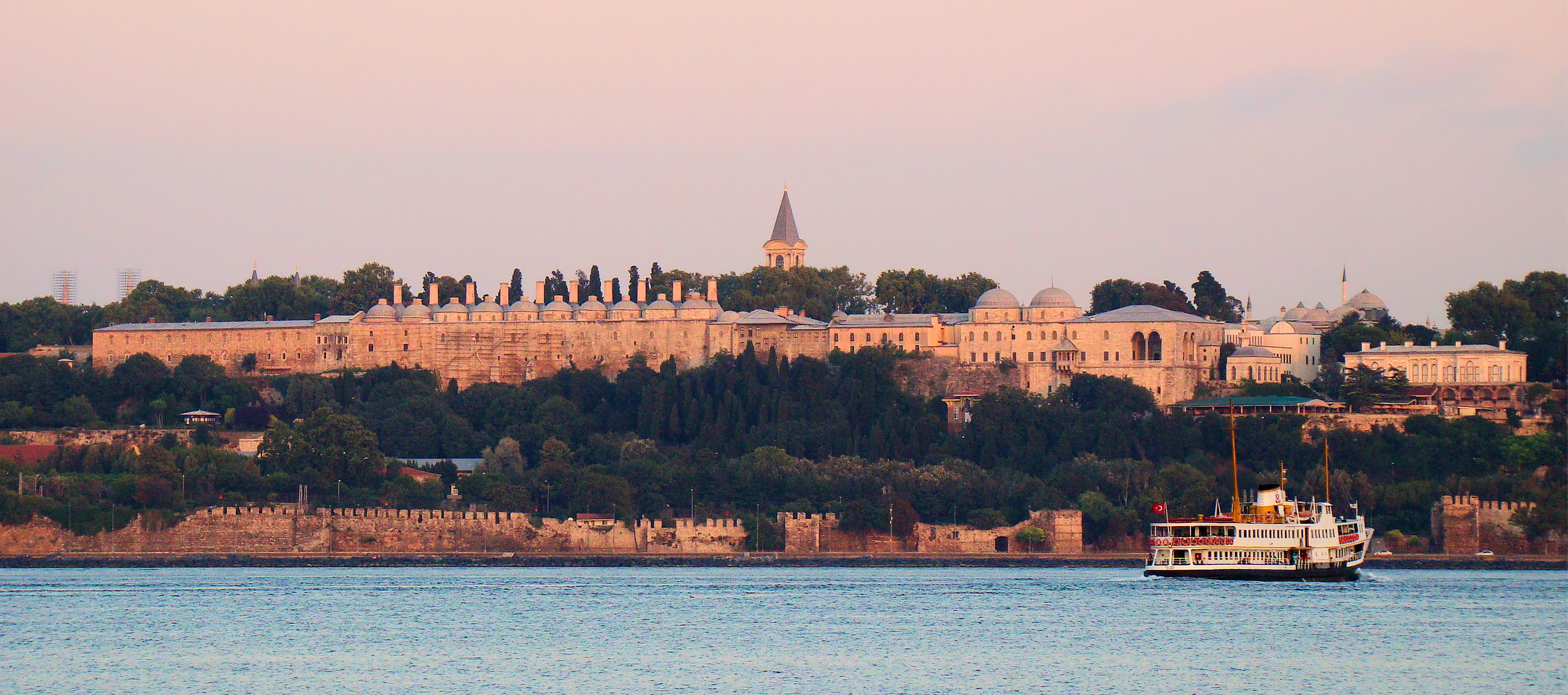
O Palácio de Topkapı, construído no local da acrópole da Bizâncio grega, foi a residência dos sultões otomanos e centro do poder imperial durante quatro séculos

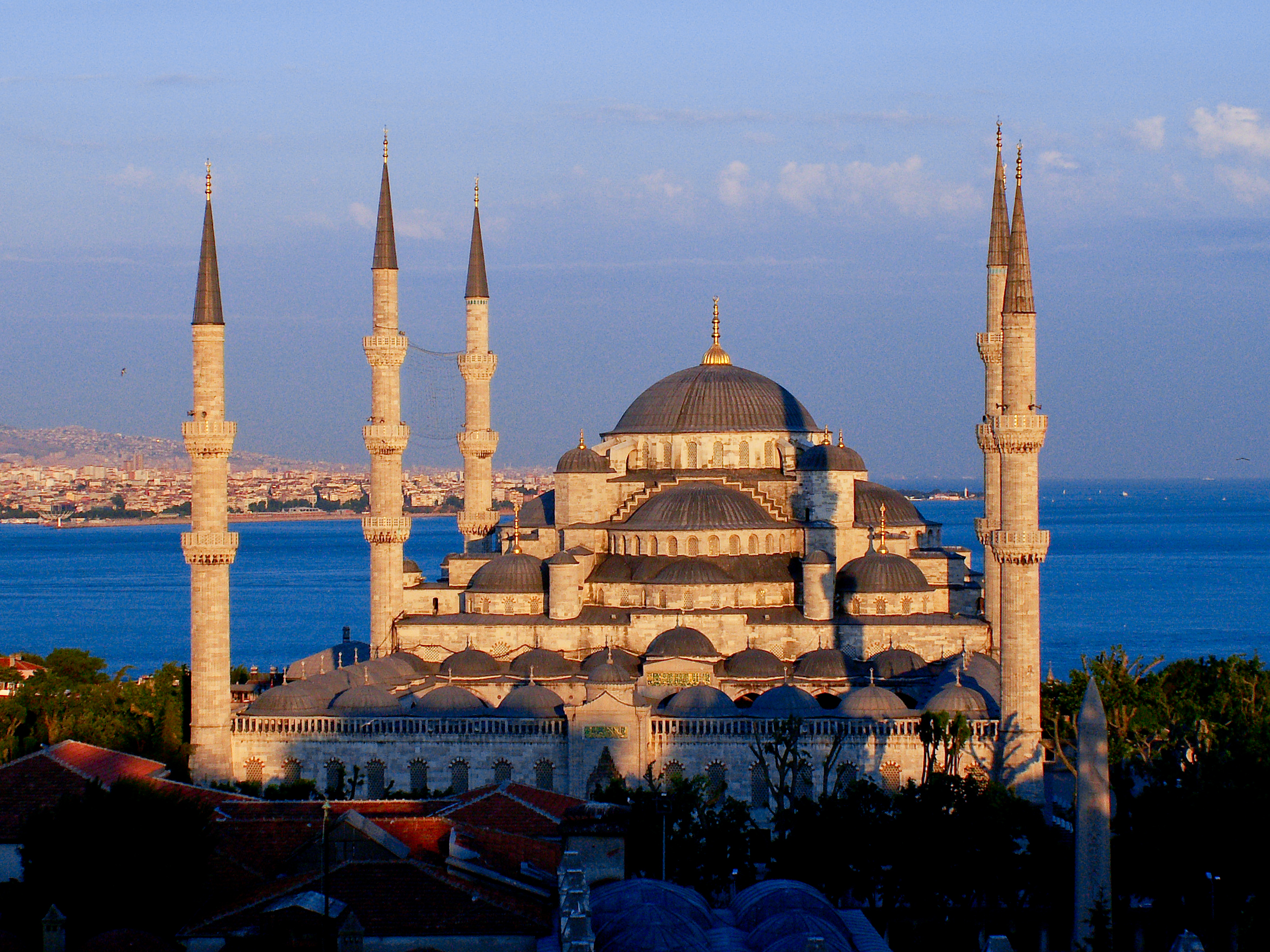
Vista da Mesquita Azul (de Sultanahmet)

No distrito de Fatih encontram-se uma série de grandes mesquitas imperiais além da Mesquita Azul. Seguindo pela antiga Estrada Imperial, atual Divan Yolu, passa-se ao lado do türbe de Mamude II e encontra-se a Coluna de Constantino, na mesma praça da Mesquita de Nuruosmaniye e de uma das entradas do Grande Bazar (Kapalıçarşı), um dos maiores e mais antigos mercados cobertos do mundo. Continuando na mesma rua, encontra-se o türbe de Sinan e a grande praça de Beyazıt, onde se encontra a mesquita homónima (1506) e a Universidade de Istambul. Um pouco mais acima, atrás da universidade, situa-se a maior mesquita da cidade (desde que Santa Sofia foi convertida em museu), a Mesquita Süleymaniye (1557), outra obra de Sinan para Solimão, o Magnífico.
Um pouco mais longe, encontra-se o troço mais imponente das lendárias Muralhas de Constantinopla, o trecho mandado construir por Teodósio II entre a costa do mar de Mármara e o Corno de Ouro, que fechava a cidade romana e bizantina pelo lado ocidental; os outros lados estavam rodeados por mar e eram protegidos pela chamada muralha marítima, da qual ainda resistem muitos troços ao lado da Avenida Kennedy, ao longo da margem do mar de Mármara. A maior fortificação das muralhas atualmente ainda existente é a Fortaleza de Yedikule (Castelo das Sete Torres), situada na antiga Porta Aurea junto ao mar de Mármara.
Além dos monumentos bizantinos já citados, destacam-se a Igreja de São Salvador em Chora (Mesquita Kariye) e a Igreja de Pammakaristos (Mesquita de Fethiye), notáveis pelos seus frescos e mosaicos, os mais espetaculares a seguir aos de Santa Sofia. Igualmente digno de nota é o antigo Mosteiro de Cristo Pantocrator (Mesquita de Zeyrek).
Entre as mesquitas otomanas famosas contam-se todas as construídas por Sinan, nomeadamente a de Mihrimah Sultan em Uscudar, no lado asiático, a sua homónima em Edirnekapı e a de Rüstem Paşa, em Eminönü, junto a outra das atrações turísticas da cidade, o Bazar das Especiarias (ou Egípcio) e de outra grande mesquita, a Nova (1665). De referir ainda a Fatih (1463; reconstruída em 1771), a de Laleli (1783) e a de Ortaköy (1856). Esta última situa-se num dos locais mais populares para passeios à beira-mar junto à Ponte do Bósforo.
Os diversos palácios imperiais à beira do Bósforo no século XIX são outro dos atrativos arquitetónicos da cidade. O maior é o de Dolmabahçe, mas a grandeza e beleza de, por exemplo, os de Çırağan (este transformado num hotel de luxo), Yıldız, Küçüksu e Beilerbei, não é muito inferior.

## Infraestruturas

### Educação

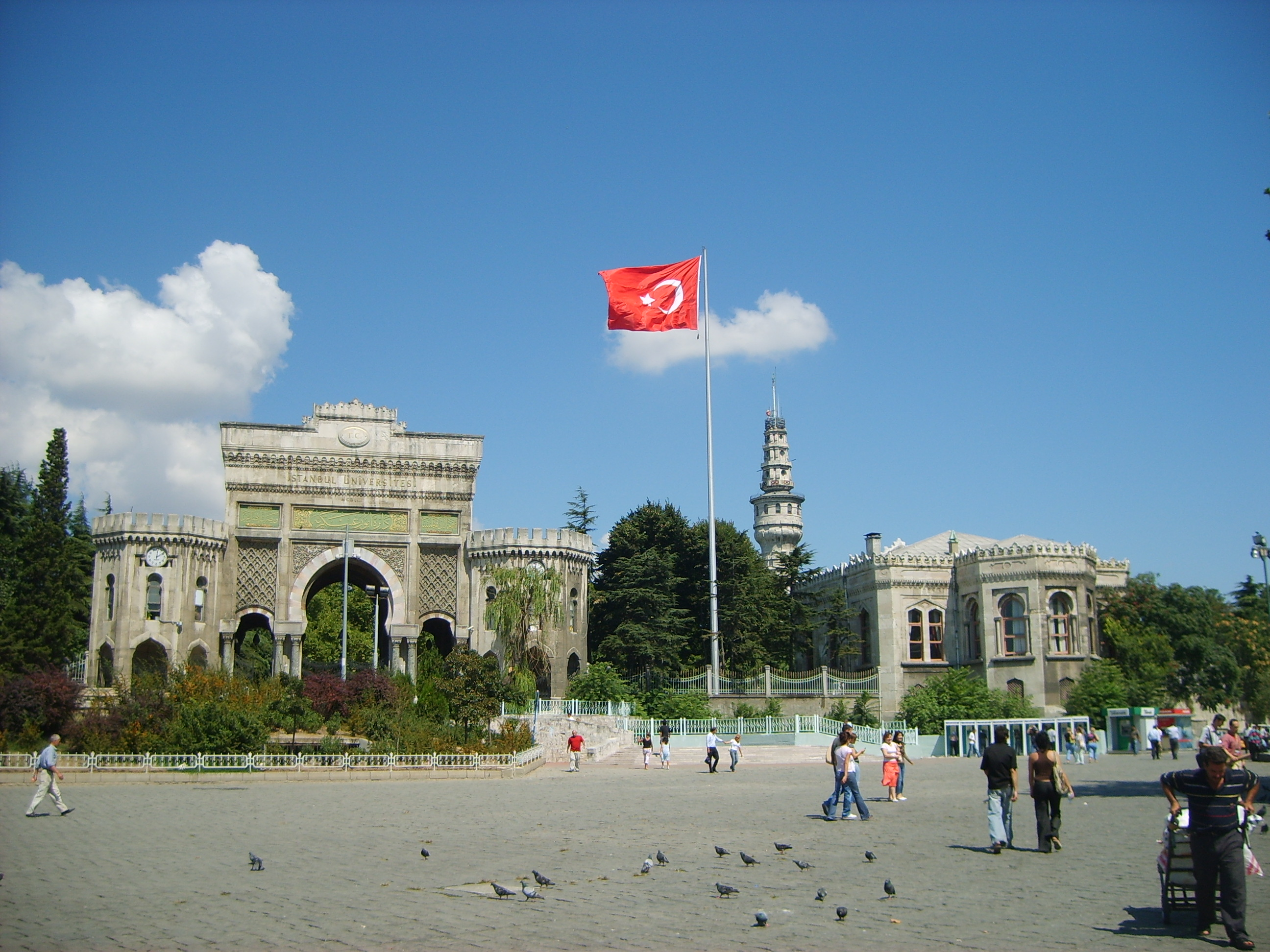
Entrada principal do campus mais antigo da Universidade de Istambul, em Beyazıt, Fatih

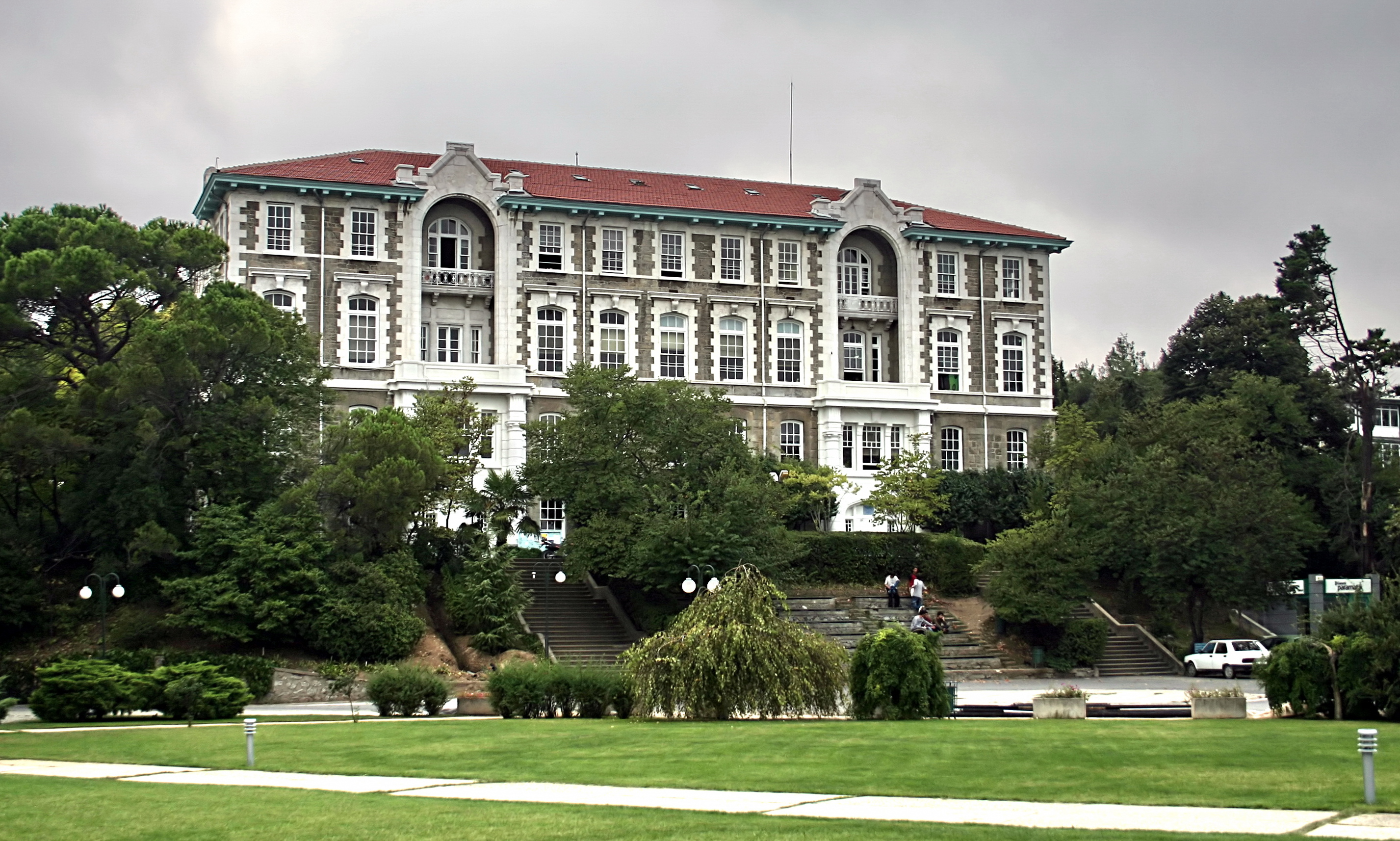
Universidade do Bósforo (Boğaziçi Üniversitesi)

Em 2007 existiam em Istambul 4 350 escolas não superiores (comuns e profissionais), cerca de metade delas primárias. O número de professores nessas escolas ascendia a 90 784 e o de estudantes a 2 991 320 (c. 25% da população). No total havia 59 238 salas de aula. O número médio de alunos por escola era de 688, o de alunos por professor 33 e de alunos por sala de aula 50. Nos últimos anos houve um grande reforço das infraestruturas de educação — por exemplo: de 2000 para 2007 quase duplicaram o número de professores e de salas de aula e o número de alunos aumentou mais de 60%.
Istambul tem um grande número de universidades, oito estatais e mais de vinte privadas, a maior partes destas últimas criadas nos últimos anos. Entre elas encontram-se algumas das mais prestigiadas na Turquia, como a Universidade de Istambul (Istambul Üniversitesi) e a Universidade Técnica de Istambul (İstanbul Teknik Üniversitesi), entre outras. Além das universidades, há pelo menos sete escolas superiores profissionais importantes e duas academias militares.
A Universidade de Istambul foi criada oficialmente em 1933, mas é sucessora da Darülfünun-i Osmani ("casa das múltiplas ciências"), fundada em 1846 e de uma série de instituições de cariz universitárias que se lhe seguiram, considerando alguns historiadores que se pode também considerar herdeira de uma longa tradição de escolas islâmicas (madraçais) de cariz universitário que remontam ao século XIV. A Universidade Técnica de Istambul foi oficialmente fundada em 1944, mas é a sucessora de um dos mais antigo estabelecimentos de ensino superior do mundo dedicado ao ensino da engenharia, a Mühendishane-i Bahr-i Humayun (Escola de Engenheiros Navais), fundada em 1773.
Entre outras universidades com muito prestígio e com história mais longa podem citar-se a Universidade do Bósforo (Boğaziçi Üniversitesi), que existe como universidade desde 1971 mas teve origem no Robert College, uma escola americana fundada em 1863; a Universidade de Belas Artes Mimar Sinan (Mımar Sınan Güzel Sanatlar Üniversitesi), fundada em 1881; a Universidade de Mármara, fundada em 1883; e a Universidade Técnica de Yıldız (Yildiz Teknık Üniversitesi), criada em 1911. A Universidade Galatasaray foi fundada em 1992, mas a existência da escola que lhe deu origem, o Liceu Galatasaray, remonta a 1481, quando o sultão Bajazeto II fundou um enderun, ou seja, uma escola para formação de funcionários da corte imperial.
Em Istambul estão também sediadas a Academia Naval Turca (Deniz Harp Okulu) e a Academia da Força Aérea Turca (Hava Harp Okulu). As primeiras partilhas as suas origens com a Universidade Técnica de Istambul, isto é, com a escola de engenharia naval fundada em 1773. A Academia da Força Aérea foi criada em Istambul em 1912 como "Escola Aérea do Exército" e depois de entre 1926 e 1967 ter estado sediada em Esquixequir, voltou a Istambul.
| Nome                                    | Tradução do nome                                  | Tipo            |
| --------------------------------------- | ------------------------------------------------- | --------------- |
| İstanbul Üniversitesi                   | Universidade de Istambul                          | pública         |
| İstanbul Teknik Üniversitesi            | Universidade Técnica de Istambul                  | pública         |
| Boğaziçi Üniversitesi                   | Universidade do Bósforo                           | pública         |
| Marmara Üniversitesi                    | Universidade de Mármara                           | pública         |
| Mimar Sinan Güzel Sanatlar Üniversitesi | Universidade de Belas Artes Mimar Sinan           | pública         |
| Yıldız Teknik Üniversitesi              | Universidade Técnica de Yıldız                    | pública         |
| İstanbul Ticaret Üniversitesi           | Universidade do Comércio de Istambul              | privada         |
| Kadir Has Üniversitesi                  | Universidade Kadir Has                            | privada         |
| Koç Üniversitesi                        | Universidade de Koç                               | privada         |
| Galatasaray Üniversitesi                | Universidade Galatasaray                          | pública         |
| Anadolu Eğitim ve Kültür V.             | Escola Superior de Educação e Cultura da Anatólia | esc. sup. prof. |
| Bilgi Üniversitesi                      | Universidade de Informação                        | privada         |
| Işık Üniversitesi                       | Universidade da Luz                               | privada         |
| Sabancı Üniversitesi                    | Universidade Sabancı                              | privada         |
| Yeditepe Üniversitesi                   | Universidade de Yeditepe                          | privada         |
| Beykent Üniversitesi                    | Universidade de Beykent                           | privada         |
| Doğuş Üniversitesi                      | Universidade Doğuş                                | privada         |
| İstanbul Kültür Üniversitesi            | Universidade "Cultural" de Istambul               | privada         |
| Maltepe Üniversitesi                    | Universidade de Maltepe                           | privada         |
| Bahçeşehir Üniversitesi                 | Universidade de Bahçeşehir                        | privada         |
| Haliç Üniversitesi                      | Universidade do Corno de Ouro                     | privada         |
| Okan Üniversitesi                       | Universidade de Okan                              | privada         |
| İstanbul Bilim Üniversitesi             | Universidade de Ciências de Istambul              | privada         |
| Acıbadem Üniversitesi                   | Universidade de Acıbadem                          | privada         |
| İstanbul Arel Üniversitesi              | Universidade İstanbul Arel                        | privada         |
| İstanbul Aydın Üniversitesi             | Universidade de İstanbul Aydın                    | privada         |
| Özyeğin Üniversitesi                    | Universidade de Özyeğin                           | privada         |
| İstanbul Kemerburgaz Üniversitesi       | Universidade İstanbul Kemerburgaz                 | privada         |
| Piri Reis Üniversitesi                  | Universidade Pırı Reis                            | privada         |
| İstanbul Gelişim Üniversitesi           | Universidade İstanbul Gelişim                     | privada         |
| İstanbul Medipol Üniversitesi           | Universidade İstanbul Medipol                     | privada         |
| Yeni Yüzyıl Üniversitesi                | Universidade Novo Século                          | privada         |
| Beykoz Üniversitesi                     | Universidade Beykoz                               | privada         |
| Avrupa Meslek Yüksek Okulu Okulu        | Esc. Prof. Europeia                               | esc. sup. prof. |
| Nişantaşı Meslek Yüksek Okulu           | Esc. Prof. de Nişantaşı                           | esc. sup. prof. |
| Plato Meslek Yüksek Okulu               | Esc. Prof. de Platão                              | esc. sup. prof. |
| Türk-Alman Üniversitesi                 | Universidade Turco-Alemã                          | pública         |

### Saúde

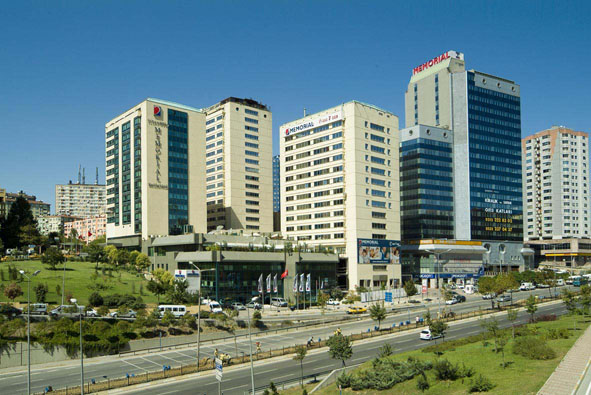
Hospital Memorial no distrito de Şişli

A cidade tem inúmeras unidades de saúde, tanto estatais como privadas, entre hospitais, clínicas, laboratórios e unidades de investigação médica. Muitas destas unidades dispõem de equipamento de alta tecnologia, o que tem contribuído para um recente crescimento do chamado turismo médico, com origem sobretudo em países da Europa Ocidental, onde os serviços de assistência médica governamentais como os do Reino Unido e Alemanha enviam pacientes com menores rendimentos para serem tratados em Istambul devido ao custo mais baixo dos tratamento que envolvem alta tecnologia. Entre as áreas mais procuradas encontram-se a cirurgia oftalmológica a laser e cirurgia plástica.
Há problemas de saúde relacionados com a poluição, especialmente no inverno, devido ao uso de combustíveis para aquecimento. O número crescente de automóveis e a lentidão do desenvolvimento dos transportes públicos é causa de ocorrências frequentes de smog. O uso obrigatório de combustíveis sem chumbo só entrou em vigor em 2006.

### Abastecimento de água

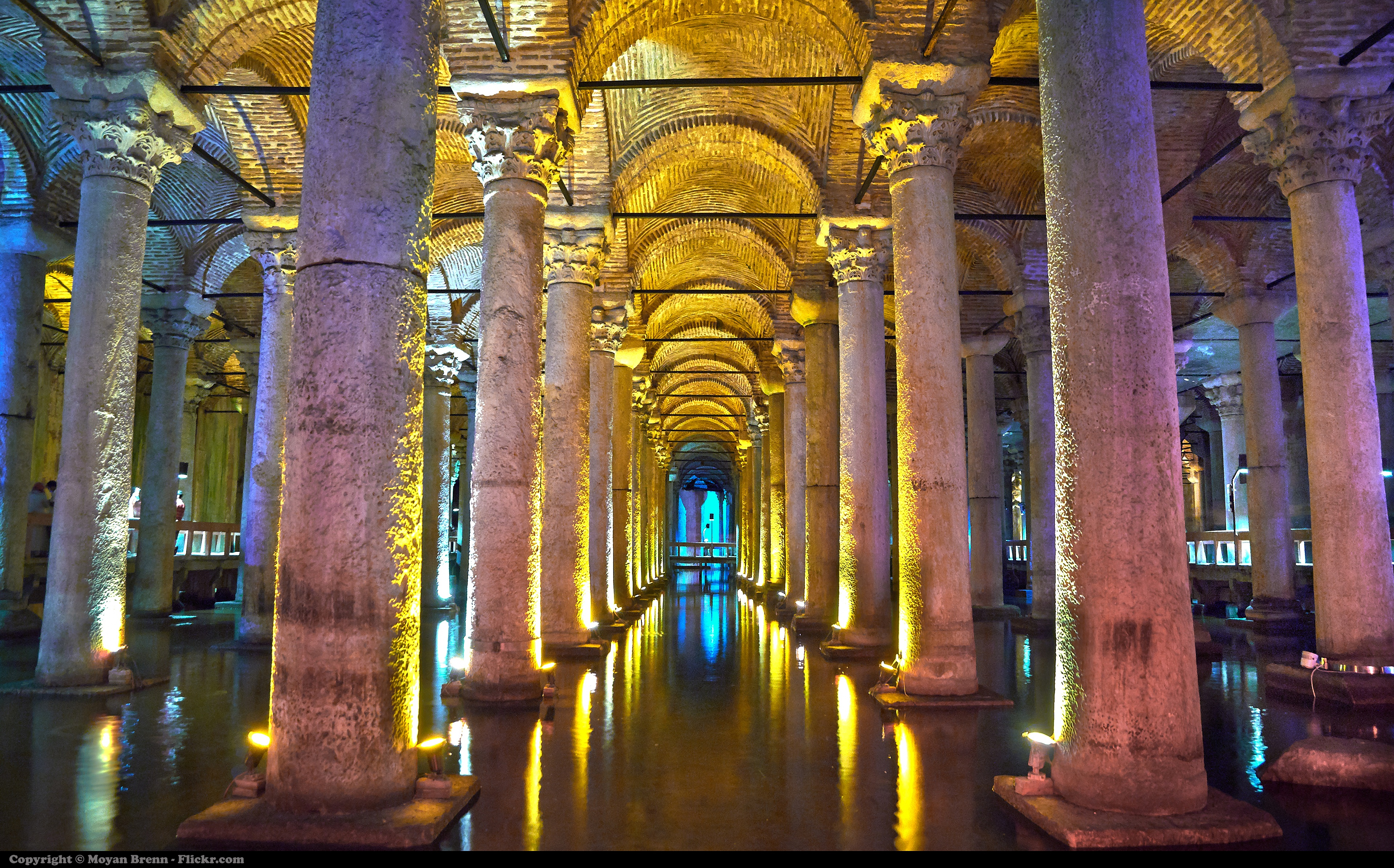
Cisterna da Basílica

Os primeiros sistemas de abastecimento de água datam da fundação da cidade no século VII a.C. No tempo dos romanos existiam dois aquedutos principais: o de Mazulkemer e o de Valente (este último ainda é um dos grandes monumentos da Antiguidade de Istambul). Estes aquedutos levavam água recolhida na área de Halkalı, no distrito de Küçükçekmece, a oeste do centro da cidade antiga, até à zona do Fórum de Teodósio (ou Taurino; atualmente a Praça Beyazıt); a água era depois recolhida em numerosas cisternas, algumas delas transformadas em atrações turísticas atualmente, como a da Basílica (Yerebatan Sarayı), a de Teodósio (Şerefiye Sarnıcı) ou a de Filoxeno (Binbirdirek Sarnıcı).
No século XVI, o arquiteto e engenheiro da corte Mimar Sinan foi encarregado pelo sultão Solimão, o Magnífico de melhorar o sistema de abastecimento de água da cidade, para o que construiu os sistemas de abastecimento de água de Kırkçeşme em 1555. Ao longo dos anos, a água de várias fontes, nomeadamente da Floresta de Belgrado, onde foram construídas várias barragens desde o tempo de Solimão, foi canalizada para fontes da cidade. Atualmente Istambul dispõe de uma rede de tratamento de água potável e de esgotos gerida pela agência İSKİ da municipalidade metropolitana, a qual emprega cerca de 6 800 funcionários. Também há diversas empresas privadas que distribuem água potável.

### Outros serviços

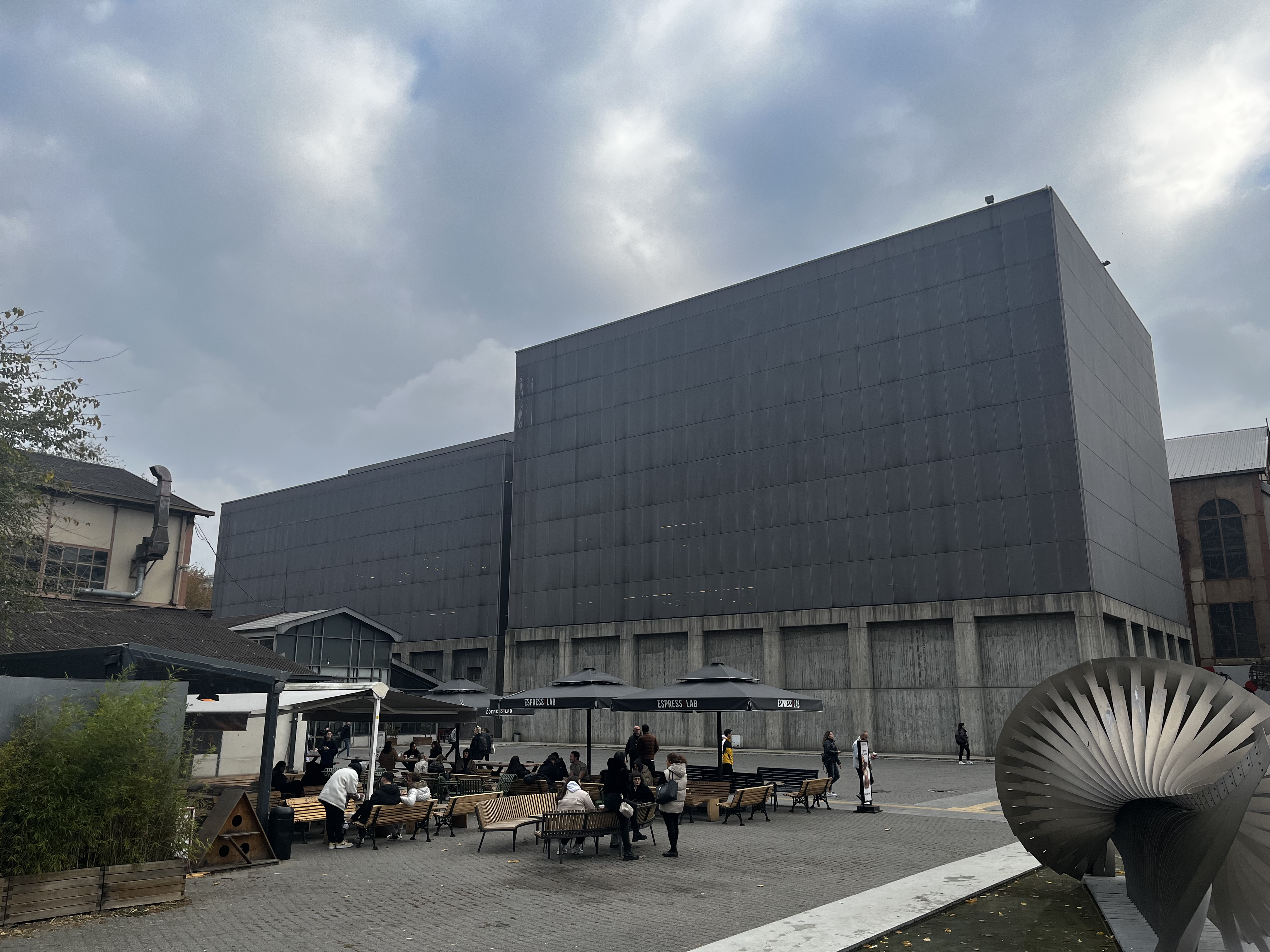
A antiga Central Elétrica de Silahtarağa, agora parte do centro cultural Santralistanbul

A eletricidade é distribuída pela empresa estatal Türkiye Elektrik İletim (TEİAŞ). A primeira central termoelétrica da Turquia, a Silahtarağa Santral foi construída em Istambul em Eyüp, no cimo do Corno de Ouro em 1914 e funcionou até 1983; atualmente é o complexo cultural e universitário de Santralistanbul.
O primeiro serviço moderno de correios e telecomunicações do Império Otomano, o Ministério dos Correios e Telégrafos (Posta ve Telgraf Bakanlığı), foi criado em Istambul em 1840. A primeira patente do telégrafo de Samuel Morse foi emitida pelo sultão Abdul Mejide I, que testou pessoalmente o aparelho no antigo Palácio do Beilerbei em 1847. Em 9 de agosto de 1847 foi instalada a primeira linha de telégrafo entre Istambul e Edirne.
A primeira estação de correios foi a Postahane-i Amire, junto à Mesquita Nova. Em 1876 foi criada a primeira rede de correios entre Istambul e o resto do vasto Império Otomano e o estrangeiro. Em 1881 foi inaugurada a primeira linha de telefone entre aquela a Postahane-i Amire e a sede do Ministério dos Correios e Telégrafos, em Soğukçeşme Sokağı, perto de Sultanahmet. Em 1901 foram efetuadas as primeiras transferências de dinheiro pelos correios. No mesmo ano ficaram operacionais os primeiros serviços de encomendas. Em 1909 foi inaugurado o serviço telefónico público, com a instalação de 50 linhas na estação de correios de Büyük Postane, em Sirkeci.

### Transportes
|                       |  |                                       |
| Elétricos de Istambul |  | Estação Yenikapı do Metro de Istambul |

Os transportes públicos de Istambul são geridos pela empresa municipal İstanbul Elektrik Tramvay ve Tünel (IETT, "Serviços de Bondes e do Tünel"), sucessora da primeira empresa de transportes públicos da cidade, a Dersaatet Tramvay Şirketi, fundada em 1869.
Em 2010 a IETT tinha uma frota de 2 768 autocarros, os quais percorriam diariamente cerca de 448 000 km em 468 linhas e 7 889 paragens. Há também algumas empresas privadas de autocarros, cuja atuação é controlada pela IETT. Além dos serviços convencionais de autocarros, a cidade Istambul dispõe de um serviço de Bus Rapid Transit, o Metrobüs, duas linhas de metropolitano de superfície, e uma linha de metropolitano, e duas linhas modernas de elétricos rápidos, duas linhas ferroviárias suburbanas
Outros serviços menores de transporte público são duas linhas de elétricos ditos "nostálgicos", que usam veículos antigos, uma na Avenida İstiklal, e outra em Kadıköy; os teleféricos de Maçka (Beşiktaş) e "Pierre Loti" (em Eyüp, na parte superior do Corno de Ouro); e os funiculares de Taksim-Kabataş e do Tünel. Este último é uma das linhas ferroviárias urbanas mais antigas do mundo, tendo sido inaugurado em 1875 na encosta de Beyoğlu entre o fundo da Avenida İstiklal e as proximidades da Ponte de Gálata.
|                                                              |  |                                                             |
| Túnel Eurasia, um túnel rodoviário subaquático sob o Bósforo |  | Ponte do Bósforo, uma das três pontes que cruzam o estreito |

Tanto a Estação de Sirkeci como a de Haydarpaşa, construções monumentais do século XIX, são igualmente importantes terminais de comboios de longo curso domésticos e internacionais. Ver também: Transporte ferroviário na Turquia.
Em 29 de outubro de 2013, 90º aniversário da proclamação da República Turca, foi parcialmente inaugurada a primeira ligação ferroviária subterrânea entre dois continentes, ligando a Ásia e a Europa, parte do projeto Marmaray, uma linha de 14 km de extensão, grande parte dela debaixo do fundo do estreito do Bósforo e do mar de Mármara.
Os transportes marítimos são uma componente importante da infraestrutura de transportes públicos da cidade. Há inúmeras linhas de ferryboats que cruzam o Bósforo, o mar de Mármara e o Corno de Ouro, as quais servem tanto os locais como os turistas (os passeios no Bósforo são muito populares). A maior parte dos ferries, os chamados vapur, são convencionais, mas há também serviços de catamarãs rápidos, os deniz otobüsü (autocarros marítimos), e os chamados "táxis marítimos" (deniz taksi).

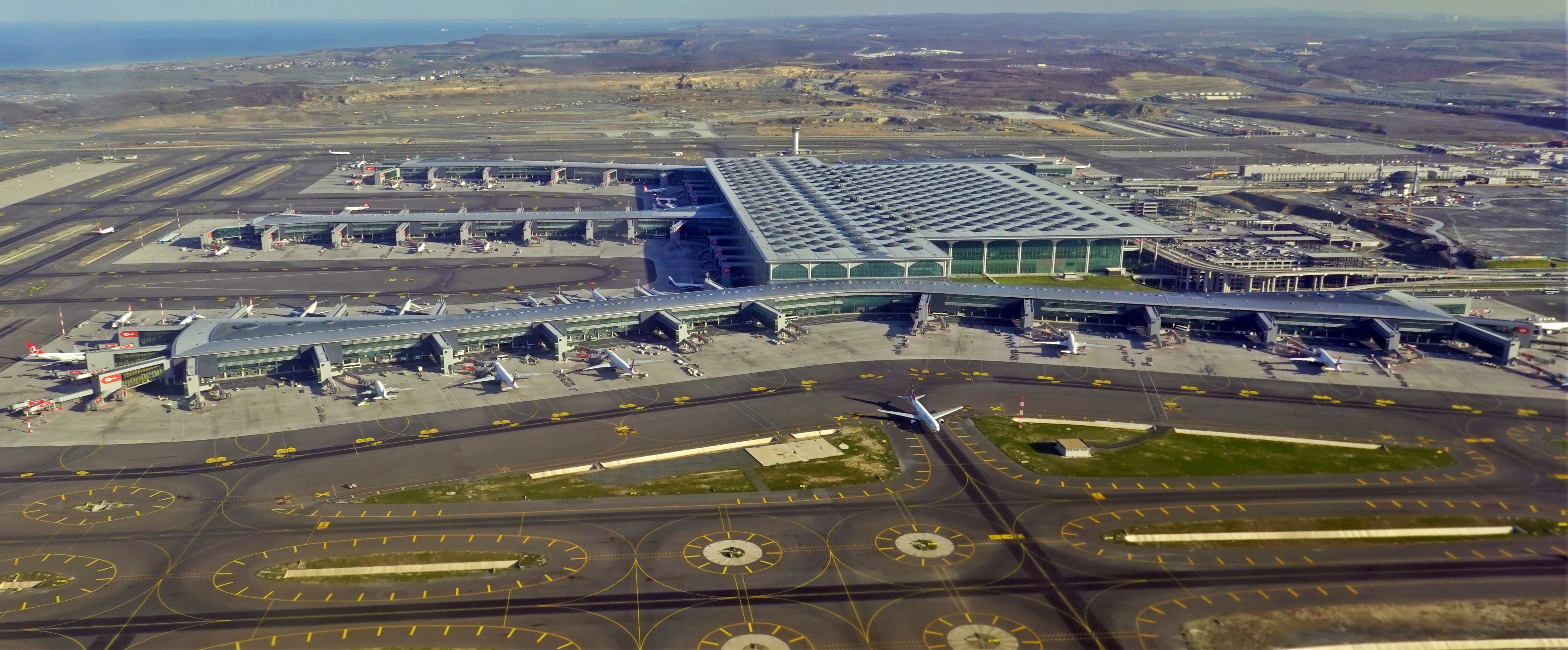
Novo Aeroporto de Istambul, no distrito de Arnavutköy

Istambul tem dois aeroportos internacionais de grandes dimensões, que recebem milhões de turistas todos os anos. O Aeroporto de Istambul (IATA: IST, ICAO: LTFM), inaugurado em 2018, substituiu o Aeroporto Atatürk (ISL, LTBA) em 2019. Este último teve um movimento de quase 68 milhões de passageiros em 2018.
O novo aeroporto, situado no distrito de Arnavutköy, no lado europeu, cerca de 40 km a noroeste do centro histórico (Sultanahmet), tem capacidade para 150 milhões de passageiros por ano, tendo sido projetado para ser o maior aeroporto do mundo, podendo servir 200 milhões de passageiros em alguns anos.
O Aeroporto Sabiha Gökçen (SAW, LTFJ), situado em Pendik, na parte oriental do lado asiático, a 35 km do centro da cidade, foi inaugurado em 2001. Grande parte do tráfico doméstico e de companhias de baixo custo de Istambul passa atualmente por este aeroporto. O novo terminal de Sabiha Gökçen, construído em 2003, era o maior edifício com construção anti-sísmica do mundo na data em que foi concluído.
O Terminal Rodoviário Grand Istanbul, popularmente conhecido como Terminal Rodoviário Esenler, está localizado no distrito de Bayrampaşa, em Istambul. O terminal rodoviário, que é o ponto de transporte mais importante de Istambul, foi inaugurado em 1994 por Recep Tayyip Erdoğan, o então primeiro-ministro e atual presidente. O Terminal Rodoviário de Istambul Esenler é o maior terminal rodoviário da Turquia e da Europa e o terceiro maior do mundo. É possível chegar a todas as cidades da Turquia de ônibus que partem desta rodoviária. Os passageiros vindos do exterior para a Turquia por via aérea podem usar o Terminal Rodoviário de Esenler para chegar às províncias, distritos e resorts turísticos da Turquia a qualquer hora do dia.

## Cultura

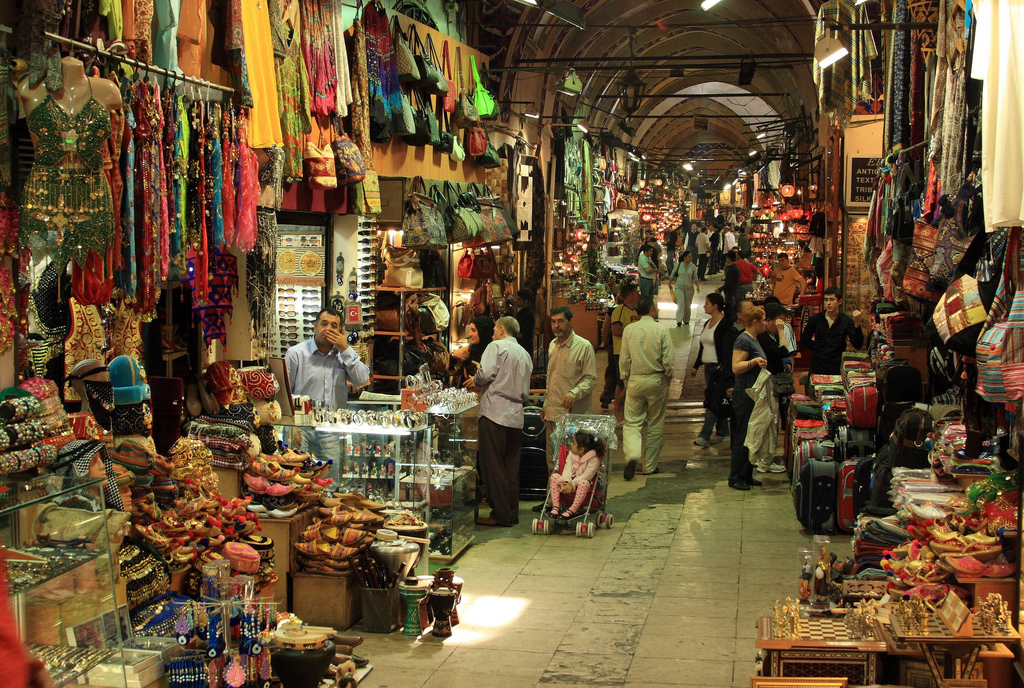
Grande Bazar, um dos maiores e mais antigos mercados cobertos do mundo

Istambul é considerada a capital cultural da Turquia e também a cidade turca onde a presença da cultura ocidental é mais forte. Para a riqueza cultural da cidade contribui decisivamente a tradição de encontro e fusão entre Ocidente e Oriente, presente desde praticamente a fundação da cidade — por exemplo, um dos mercados de livros mais antigos do mundo é o Sahaflar Çarşısı, o qual existe no mesmo local desde o período bizantino. Este mercado encontra-se na zona de Beyazıt, perto do local onde se erguia o Fórum de Teodósio e ali se encontram muitos livros históricos e raros. Todos estes fatores estiveram na base da escolha de Istambul como Capital Europeia da Cultura em 2010, juntamente com Pécs, na Hungria, e Essen, na Alemanha.
A cidade acolhe com frequência estrelas pop internacionais, as quais chegam a encher estádios, e há espetáculos de ópera, jazz, ballet e teatro, tanto de produções nacionais como estrangeiras, muitas vezes com salas repletas. Há diversos festivais culturais sazonais com relevância internacional, como por exemplo o Festival Internacional de Cinema de Istambul e a Bienal de Istambul, uma exposição de arte contemporânea, ambos realizados pela İstanbul Kültür Sanat Vakfı (İKSV), Fundação Para as Artes e Cultura de Istambul, a qual organiza também festivais internacionais de design, teatro, música, ballet, dança contemporânea, ópera, jazz, música tradicional e pop, etc..

### Centros culturais, salas de concerto e orquestras

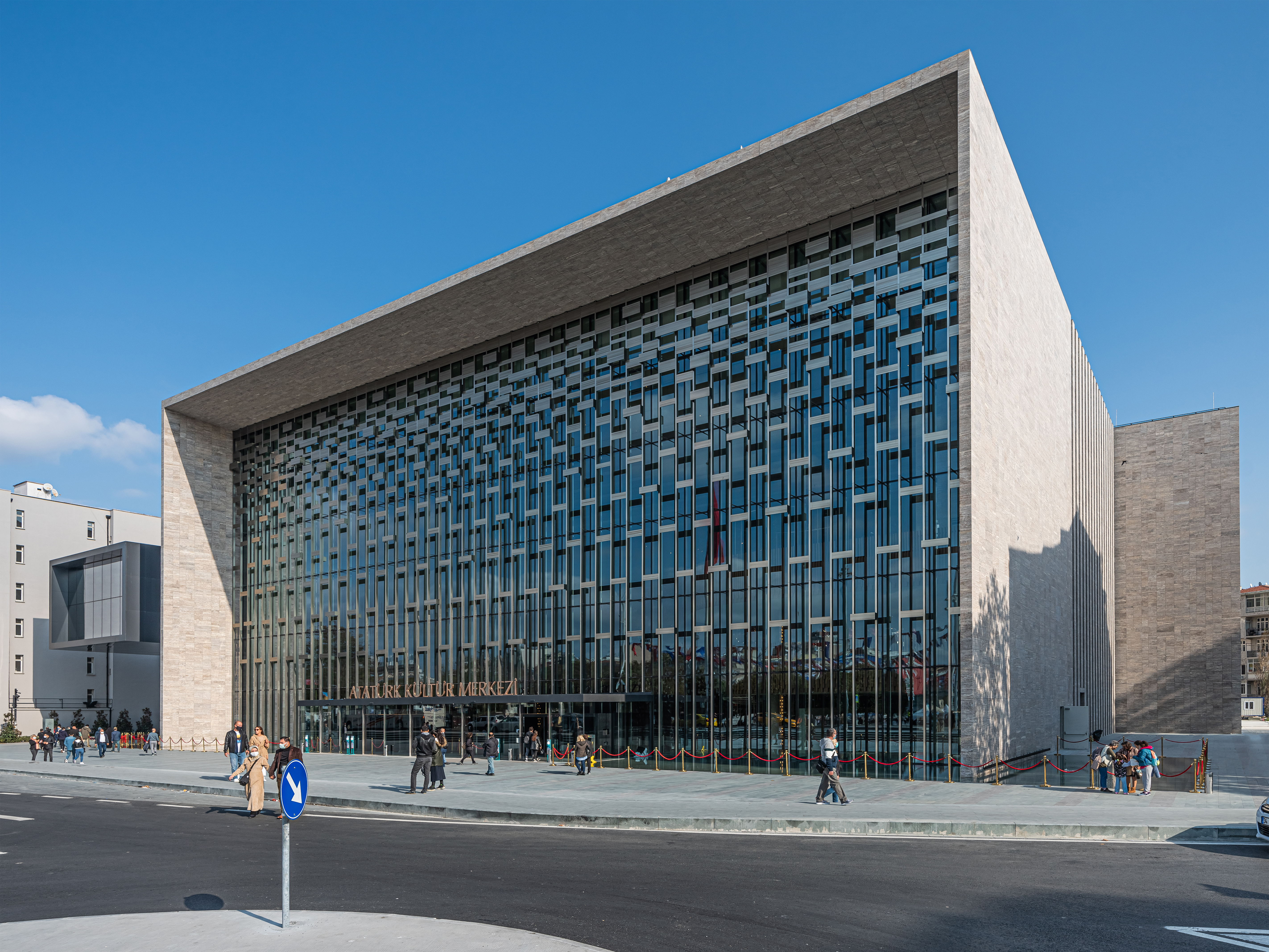
Centro Cultural Atatürk

O principal centro cultural estatal é Centro Cultural Atatürk, sediado num dos edifícios que domina a Praça Taksim, que além de dispor de duas salas de concerto onde têm lugar espetáculos de música, ópera e ballet, nele estão instalados duas orquestras, uma sinfónica e outra de música popular, e um coro e orquestra de música clássica turca. A cidade conta com pelo menos 15 centros culturais importantes, 11 salas de concerto de grande qualidade e centenas de galerias de arte.
Um dos centros culturais mais modernos é o Santralistanbul, o qual inclui um museu de arte moderna, um museu de energia, um anfiteatro, uma sala de concertos e uma biblioteca pública. O complexo está instalado naquilo que foi a primeira central eléctrica da Turquia e está integrado no campus da Universidade Istanbul Bilgi.
A sala principal de ópera é a do Centro Cultural Atatürk, mas em Kadıköy existe desde 1927 a Ópera Süreyya, a qual voltou a reabrir como teatro de ópera em 2007, após ter sido restaurada e antes ter ter sido usada durante décadas como sala de cinema. Aí está sediada a secção de Istambul da Ópera e Ballet do Estado da Turquia (Devlet Opera ve Balesi).

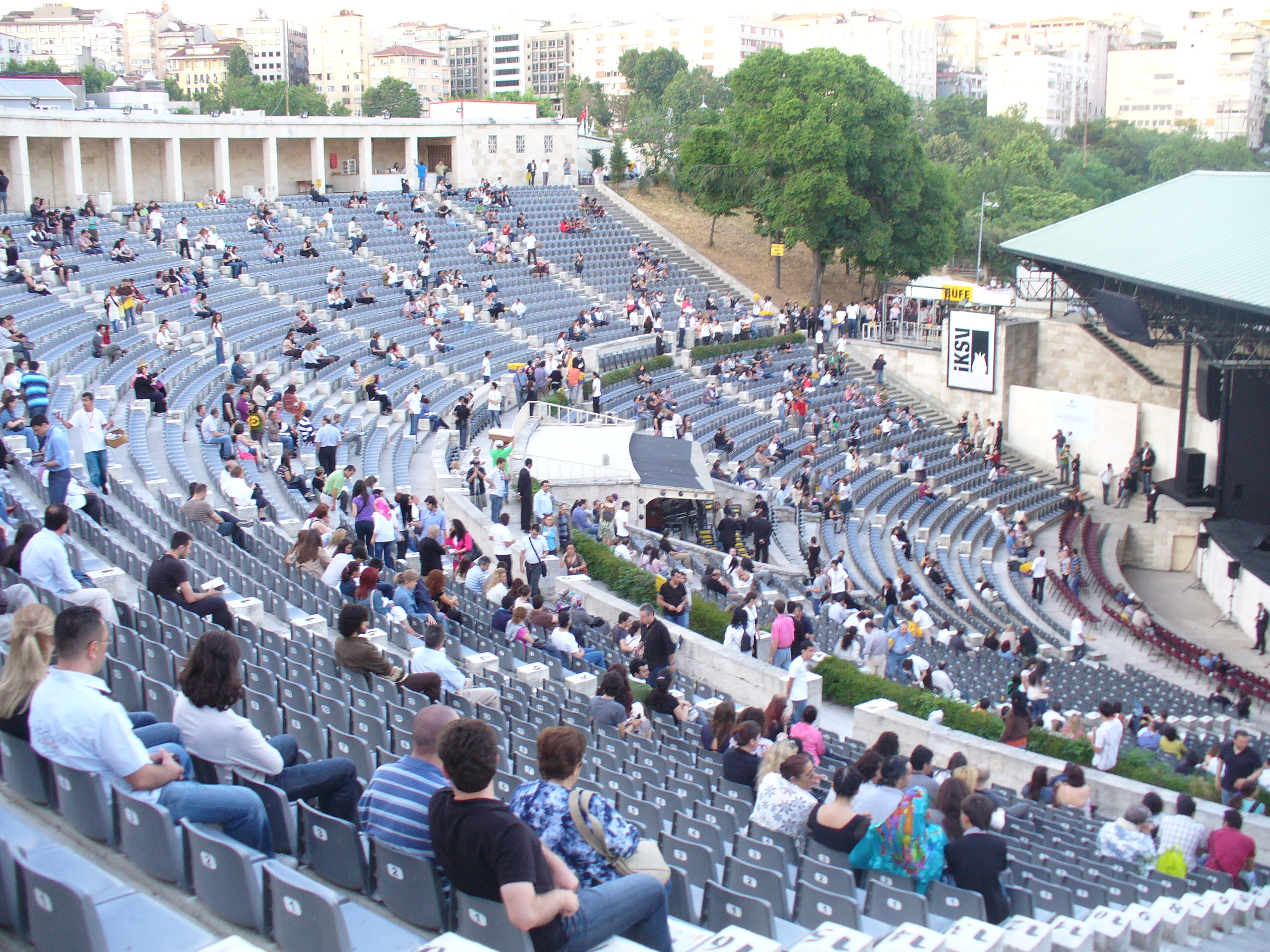
Anfiteatro Cemil Topuzlu

Uma das melhores salas de concerto de Istambul é a Cemal Reşid Rey Konser Salonu, inaugurada em 1989 e batizada em homenagem a um dos maiores compositores turcos do século XX, Cemal Reşid Rey (1904-1985). É frequente a organização de concertos e outros espectáculos ao vivo em espaços culturais, como a Igreja de Santa Irene (Hagia Irene), onde no verão decorrem festivais de jazz e música clássica, nos pátios do Palácio de Topkapı, no Parque Gülhane e nos castelos de Rumelihisarı e Yedikule. Um dos objetivos anunciados para o programa de "Istambul, Capital Europeia da Cultura 2010" era o início da construção de uma ópera da autoria do arquiteto americano Frank Gehry.
Há duas orquestras sinfónicas sediadas em Istambul. A Orquestra Sinfónica Estatal de istambul (İstanbul Devlet Senfoni Orkestrası) foi fundada em 1945, mas reclama ser herdeira da orquestra fundada em 1827 pelo músico e compositor italiano Giuseppe Donizetti, irmão de Gaetano, que foi o "instrutor geral" de música na corte imperial otomana ao serviço do sultão Mamude II desde 1828 até à sua morte em 1856. A Orquestra Filarmónica Borusan Istambul (Borusan İstanbul Filarmoni Orkestrası) foi fundada em 1999 a partir da já existente Orquestra de Câmara Borusan; é um dos diversos organismos da Borusan Kültür Sanat (Borusan Cultura e Arte), uma fundação do grupo económico Borusan que tem em Istambul outras estruturas culturais, como orquestras, uma sala de concertos, uma editora, uma biblioteca, etc..

### Museus

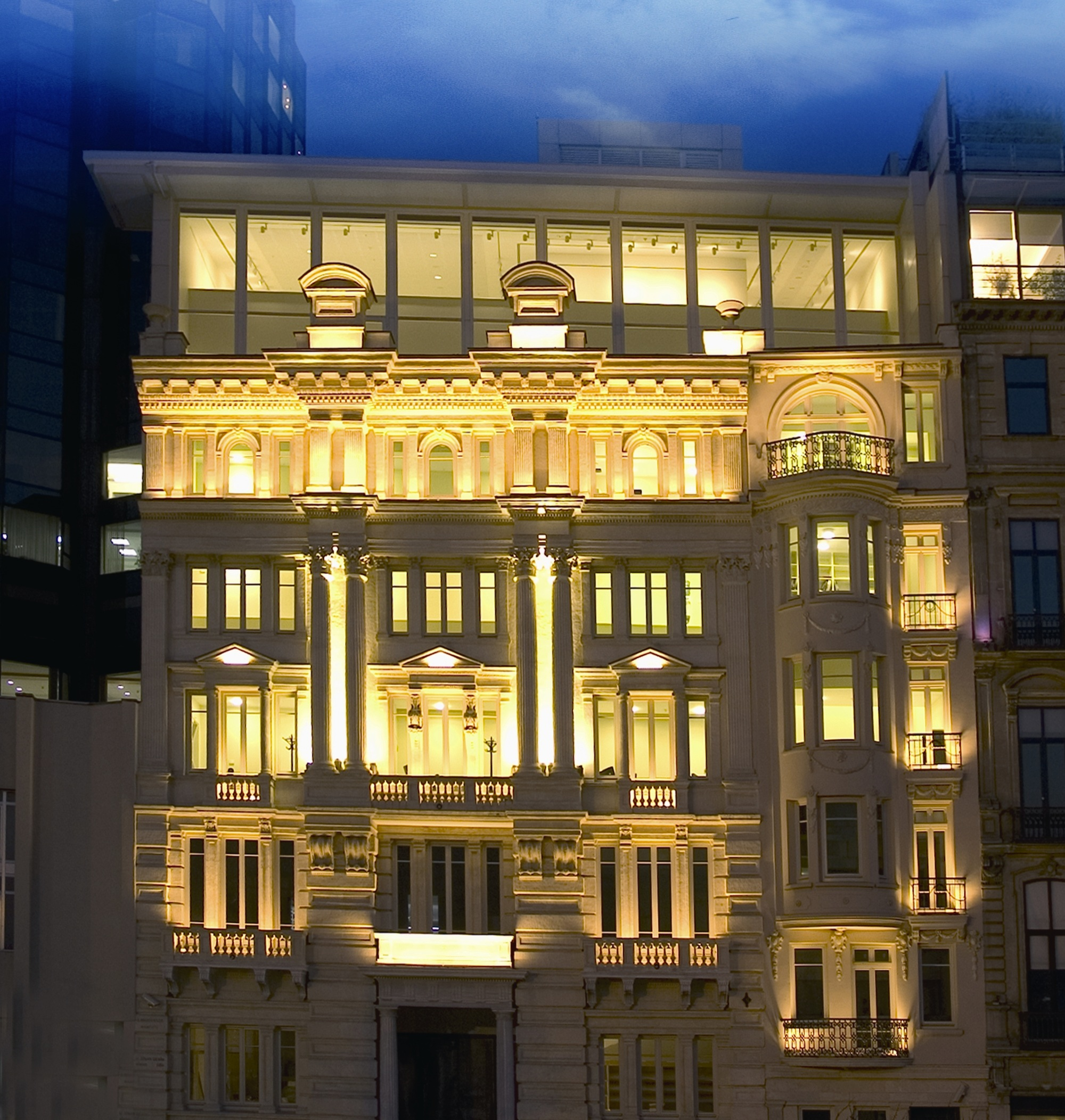
Museu de Pera à noite

Istambul tem inúmeros museus e aqui apenas se mencionam alguns dos mais notórios. O İstanbul Modern é um museu de arte contemporânea dedicado sobretudo a obras de artistas turcos, mas que também organiza exposições de artistas estrangeiros. O Museu de Pera é famoso pelas suas coleções de azulejos e de arte orientalista. O Museu Sakıp Sabancı tem vastas coleções de porcelanas chinesa e europeia, mobiliário, caligrafia islâmica e pintura, sobretudo de obras orientalistas de pintores otomanos e europeus que viveram no Império Otomano. O Museu Doğançay é dedicado principalmente à obra do seu fundador, o pintor impressionista turco Burhan Doğançay, e do seu pai Adil Doğançay. O Museu Rahmi M. Koç é um museu industrial que tem em exposição diverso equipamento industrial, desde automóveis e locomotivas do século XIX e início do século XX até barcos, submarinos, aviões e outras máquinas antigas.
Os Museus Arqueológicos de Istambul, uma instituição fundada em 1881 tem no seu acervo mais de um milhão de peças arqueológicas da Bacia do Mediterrâneo, Balcãs, Médio Oriente, África do Norte e Ásia Central. Além do museu arqueológico propriamente dito, um dos maiores do mundo no seu género, o complexo inclui o Museu de Antiguidades Orientais e o Museu do Quiosque Esmaltado, este último alojado num pavilhão mandado construir por Maomé II, o Conquistador em 1473, que tem em exposição obras de arte islâmica, sobretudo seljúcida e otomana.

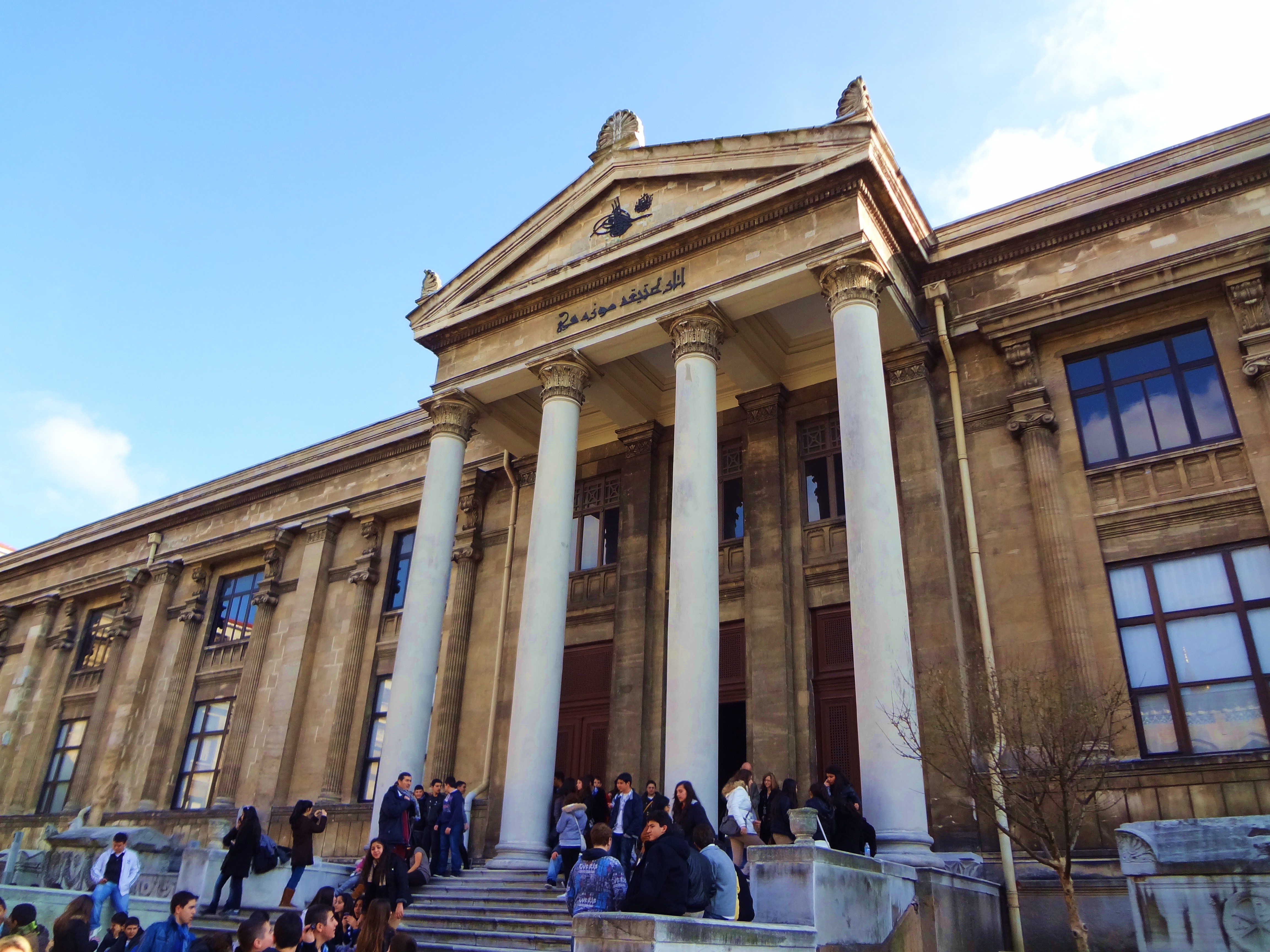
Fachada do Museu Arqueológico de Istambul, fundado por Osman Hamdi Bey em 1891

O Museu dos Mosaicos do Grande Palácio abriga mosaicos do Grande Palácio de Constantinopla, a sede imperial do Império Bizantino. O Museu de Arte Turca e Islâmica tem uma coleção de mais de 40 000 peças de arte islâmica que vai desde o Califado Omíada até à atualidade, e que inclui obras de caligrafia, uma importante coleção de tapetes e um conjunto de peças etnográficas de povos turcos. O Museu Sadberk Hanım tem duas secções, uma dedicada à arqueologia, com peças das civilizações anatólias, jónias, helénicas, romana e bizantina, e outra de história da arte, com peças de arte islâmica turca e persa, cerâmica e porcelana chinesa e turca, vidro, sedas, bordados, vestuário e outros artefactos etnográficos.
Os diversos ex-palácios imperiais estão quase todos transformados em grandes museus. Quiçá os mais grandiosos e famosos sejam o Topkapı, o centro do poder otomano durante quatro séculos, e o Dolmabahçe, construído no século XIX, mas os de Beilerbei, Küçüksu, Yıldız e Çırağan (este transformado num hotel de luxo), entre outros, são também impressionantes pela sua beleza e pela localização — todos se encontram à beira do Bósforo à exceção do de Yıldız.

### Meios de comunicação social

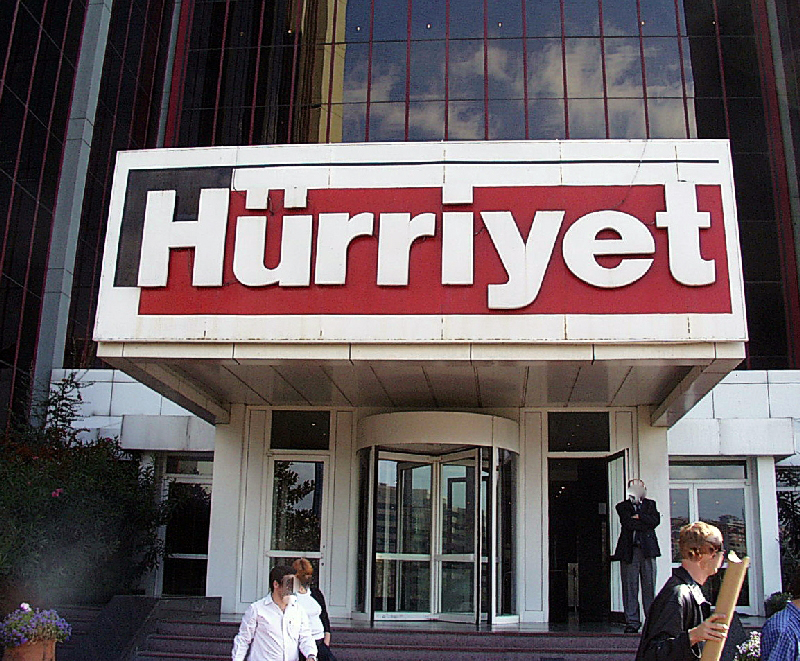
Sede do jornal Hürriyet

A maior parte dos media e da indústria editorial estão baseados em Istambul e a generalidade dos que não estão têm delegações, edições ou emissões na cidade. Os jornais mais populares da Turquia em 2008 (Hürriyet, Milliyet, Posta, Sabah, Yeni Asır e Zaman) estão todos sediados em Istambul, o mesmo acontecendo com os dois jornais considerados mais prestigiados, o Milliyet e o Cumhuriyet.
Os dois jornais de maior circulação no início de 2011 foram o Zaman e o Posta, com tiragens de, respetivamente, 826 000 e 485 024. São também publicados diversos jornais e revistas em inglês e outras línguas. Entre os jornais em língua estrangeira com maior difusão encontram-se o Today's Zaman e o Hürriyet Daily News, ambos em inglês.
O maior grupo de média da Turquia, o Doğan tem a sua sede em Istambul. É o quinto maior grupo económico turco e detém três estações de televisão com cobertura nacional e dois jornais de grande circulação que em 2008 se estimava que constituíssem cerca de 50% do mercado.

### Desporto

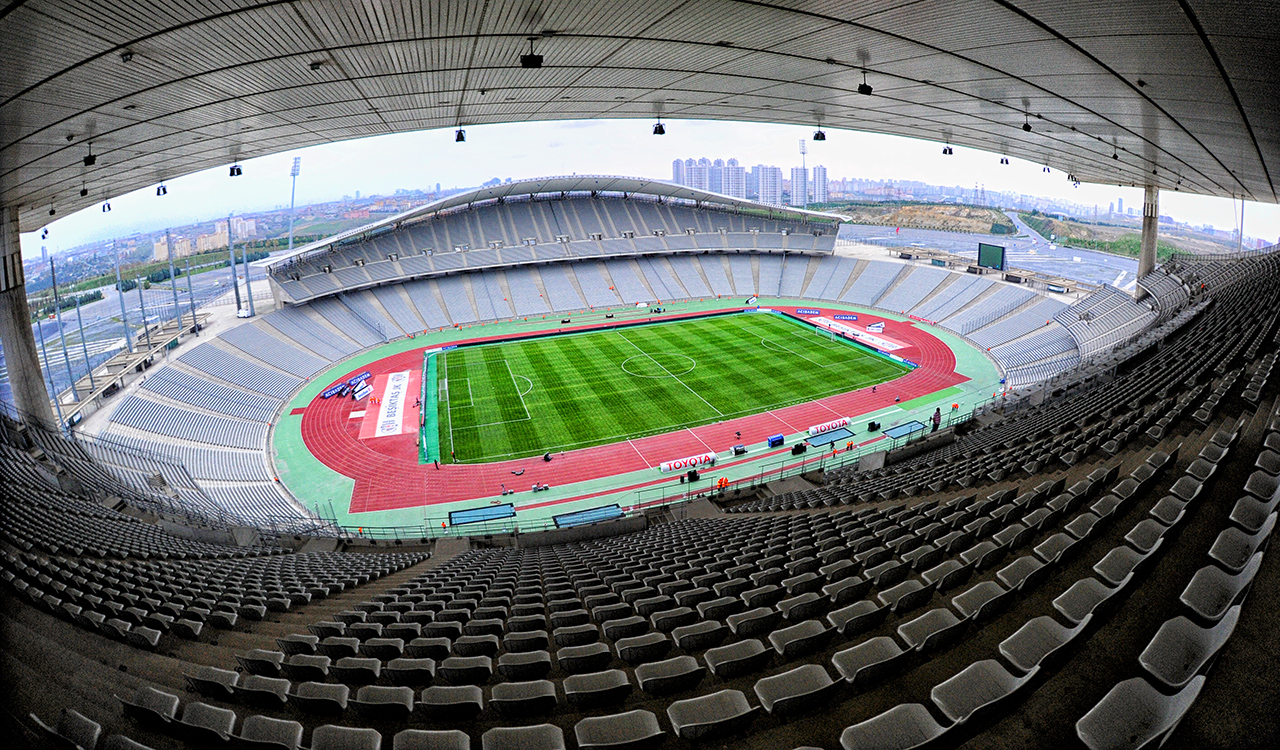
Estádio Olímpico Atatürk, inaugurado em 2002

Os desportos de massas em Istambul têm uma tradição que remonta pelo menos ao período romano. Durante esses tempos e os do Império Bizantino que se lhe seguiu, as corridas de quadrigas que se realizavam no Hipódromo de Constantinopla chegavam a ter mais de 100 000 espetadores e a competição era tão renhida que as equipas tinham um peso político considerável e não raro davam origem a motins, como a Revolta de Nica, em 532, durante a qual uma parte da cidade e a recém ampliada Basílica de Santa Sofia foi destruída.
Como na generalidade da Turquia, atualmente o desporto mais popular em Istambul é o futebol. Os jogos das principais equipas são motivos de grandes festas de rua, que não raro começam logo na véspera e provocam grandes enchentes de multidões cantando, abraçando-se e buzinando, que resultam em grandes congestionamentos de tráfego, sobretudo na área de Beyoğlu em geral e na Praça Taksim em particular. Na cidade estão sediados pelo menos cinco dos mais importantes clubes de futebol turcos: o Galatasaray S.K, o Beşiktaş J.K., o Fenerbahçe S.K., o Kasımpaşa S.K. e o İstanbul Başakşehir F.K. (chamado İstanbul Büyükşehir até 2014). Os primeiros três quase invariavelmente disputam os lugares cimeiros de todas as competições nacionais e é comum estarem presentes em competições internacionais.

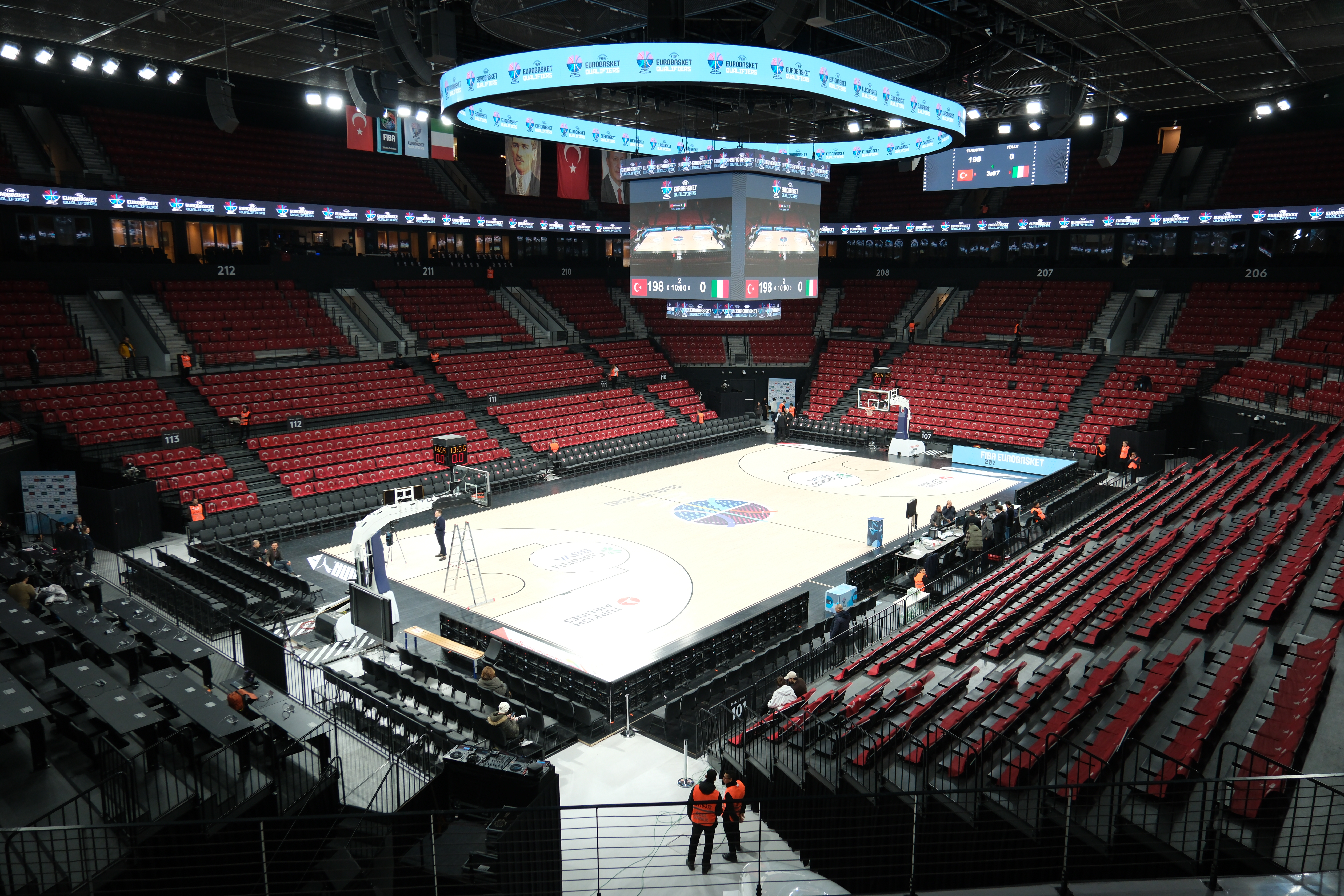
Interior do Centro de Desenvolvimento do Basquetebol.

Outros desportos relevantes em Istambul são basquetebol, voleibol. Além das equipas dessas modalidades dos grandes clubes de futebol, são de destacar, por exemplo, o Anadolu Efes S.K, detentor de vários títulos europeus em basquetebol e, em voleibol, o Eczacıbaşı e o VakıfBank.
O autódromo Istanbul Park acolhe diversos eventos internacionais de desporto automóvel, como o Grande Prémio de Fórmula 1 da Turquia, provas dos campeonatos mundiais de motociclismo da FIM, carros de turismo da FIA, e GP2.
A importância do desporto a nível internacional e na vida da cidade é evidenciada, por exemplo, pela escolha de Istambul para Capital Europeia dos Desportos. e pela candidatura da cidade à organização dos Jogos Olímpicos de 2020.